# Biserica Rățeștilor din Turda
Biserica Rățeștilor din Turda (str. Gheorghe Lazăr 17-19), cu hramul „Adormirea Maicii Domnului”, este o biserică ridicată prin efortul protopopului greco-catolic Basiliu Rațiu în anul 1839. Lucrările au fost finanțate de familia Rațiu, una din familiile românești de vază din Turda. Numele bisericii evocă familia ctitorilor Rațiu. În prezent lăcașul de cult este încă  neretrocedat Bisericii Române Unite, fiind deținut, din 1948, de o parohie ortodoxă.

## Istoric
Până în anul 1839 în Turda existau doar două biserici românești, una greco-catolică în cartierul Turda Nouă (Biserica Șovagăilor) și una ortodoxă în Turda Veche (Biserica Între Români). Greco-catolicii, inclusiv membrii familiei Rațiu, trebuiau astfel să meargă la slujbă în Turda Nouă.
Biserica Rățestilor (greco-catolică) cu hramul „Adormirea Maicii Domnului” a fost ridicată în Turda Veche, din inițiativa și prin efortul protopopului greco-catolic Basiliu (Vasile) Rațiu în anul 1839. Lucrările au fost finanțate în întregime de către Basiliu Rațiu, de către frații săi, împreună cu ceilalți membri ai familiei Rațiu de Noșlac, una din familiile nobile românești de vază din Turda.
În cimitirul din curtea bisericii sunt înmormântați o parte din membrii familiei Rațiu de Noșlac, principalii contributori la edificarea lăcașului de cult. Mormintele din stânga și dreapta bisericii au fost desființate după anul 1948, când Biserica Română Unită a fost scoasă în afara legii, iar lăcașurile de cult au fost preluate de Biserica Ortodoxă Română. Pe o parte a terenului din spatele bisericii, unde se afla o parte din cimitir, a fost construită în anii comunismului o nouă casă parohială ortodoxă.
Fondurile de construcție a bisericii au fost asigurate, în principal, de Basiliu Rațiu și frații săi, din surse proprii și apoi din despăgubirea în bani obținută în urma unui câștig de cauză judecătorească împotriva confiscării ilegale a proprietăților familiei Rațiu de la Nagylak (Noșlac, județul Alba), petrecută în anul 1653, din partea principelui Transilvaniei, Gheorghe Rákóczi al II-lea.
În anul 1829 după reatestarea titlului de nobilitate a familiei Rațiu și confirmarea dreptului de a locui în Turda, prima donație a permis cumpărarea terenurilor, ridicarea bisericii, a caselor preotului, cantorului și crâsnicului (inclusiv teren agricol, clejia, necesar subzistenței acestora), pentru cimitirul greco-catolic.
A doua donație, despăgubirea bănească, a stat la baza fondării în anul 1866 a Eforiei Fondului Cultural, care a permis consiliului parohial al bisericii Rățeștilor să realizeze lucrări importante la biserică, înființarea unui fond care a permis unor tineri români să facă studii superioare și finanțarea construcției primei Școli confesionale românești din Turda Veche. La propunerea fondatorului Eforiei, Prepozitul capitular, canonicul Vasile Rațiu, primul președinte al Eforiei a fost ales Dr. Ioan Rațiu, viitorul memorandist. Eforia a funcționat până în anul 1948 potrivit prevederilor "Legământului și Statutelor", când autoritățile comuniste au scos în afara legii, Biserica greco-catolică

Pe parcursul timpului, datorită unor donații făcute de Dionisie Sterca Șulutiu, Ana Câmpean, Agapia Micușan și avocatul George Popescu, s-a ajuns ca parohia acestei biserici să fie cea mai puternică din oraș, din punct de vedere financiar, devenind proprietara pieții orașului, construcțiilor din jurul pieței, fostul hotel "Elisabeta" (vechiul palat al Eforiei), noul palat al Eforiei (str. G. Lazăr, folosit pe timpul comunismului ca autogara) precum și a școlii construite vizavi de biserică (într-o aripă acum funcționează o grădiniță). În anul 1929 biserica greco-catolică a Rățeștilor avea deja iluminat electric și încălzire cu gaz metan.
Primul preot al bisericii a fost Gregoriu Rațiu (1840-1859). Au oficiat apoi doar preoți din familia Rațiu s-au agreați de către aceasta: Petru Rațiu (1860-1873), administrator al protopopiatului, protopop de Cojocna; Iosif Hossu (1873-1874), profesor și canonic la Blaj; Alexandru Pop Romanțan (1875-1901) și Nicolae-Portos Rațiu (1903-1932), viceprotopop onorar. Ultimul preot greco-catolic al acestui lăcaș a fost Coriolan Sabău (1932-1948), protopop de București și Turda, arestat de autoritățile comuniste în anul 1948 pentru refuzul trecerii la Biserica Ortodoxă Română.

## Cimitirul
În cimitirul din curtea bisericii sunt înmormântați unii membri ai familiei Rațiu.
În anul 2000 parohia ortodoxă s-a opus înmormântării lui Ion Rațiu în cimitirul aferent bisericii. Conducerea parohiei s-a împotrivit și oficierii slujbei greco-catolice de înmormântare a lui Ion Rațiu în biserica ctitorită de familia sa, ceremonia religioasă desfășurându-se din acest motiv, în plină stradă, pe un ger pătrunzător. Ion Rațiu a fost înmormântat în cimitirul central al orașului Turda, așadar în alt loc decât cimitirul bisericii Rățeștilor.

## Tablourile ctitorilor
Din 1948, anul preluării bisericii de către cultul ortodox, trei tablouri de valoare ale unor membri de frunte ai familiei Rațiu au fost depozitate necorespunzător într-o magazie a bisericii (tablourile îi înfățișează pe prepozitul capitular greco-catolic Basiliu Rațiu, ctitorul bisericii, pe memorandistul Dr. Ioan Rațiu, primul președinte al Eforiei și pe protopopul greco-catolic Nicolae Rațiu). Abia de curând, tablourile au fost mutate în biblioteca bisericii.
În data de 28 iulie 2011, cu aprobarea mitropolitului ortodox Andrei Andreicuț, într-un gest de recuperare istorică, a fost sfințită (de către ortodocși) Pisania bisericii Rățeștilor, reconstituită după pisania originală, ce a dispărut în condiții suspecte după anul 1948. De asemenea au fost sfințite monumentele ctitorilor și principalilor contributori, monumente aflate în curtea bisericii.

## Renovări
Biserica a fost renovată în mai multe rânduri. Actuala pictură a fost făcută între anii 1965-1966, de către Cornel Cenan din Cluj. De o parte și alta în pronaos se găsesc două picturi murale pe tavan, care prezintă cele 12 zodii. Pe pictura din stânga sunt prezentate 6 zodii (Săgetător, Pești, Balanța, Scorpion, Crab, Leu), pe cea din dreapta celelalte 6 zodii (Taur, Vărsător, Capricorn, Gemeni, Unicorn, Fecioara).
În anul 1967 s-a făcut iconostasul din lemn de stejar sculptat. Tot în 1967 au fost executate și alte lucrări (scaune arhierești, amvon, tetrapod), autori fiind meșterii sculptori Aurel Sămărtinean și Grigore Frătean din Turda. În 1971 s-a făcut reparația exterioară.

## Galerie de imagini

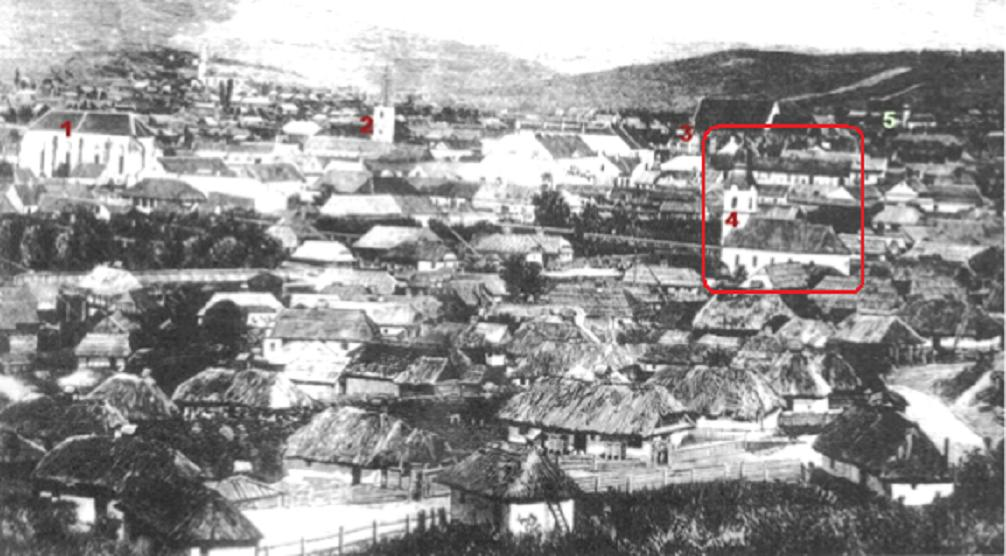
Biserica Rățeștilor din Turda Veche, 1889
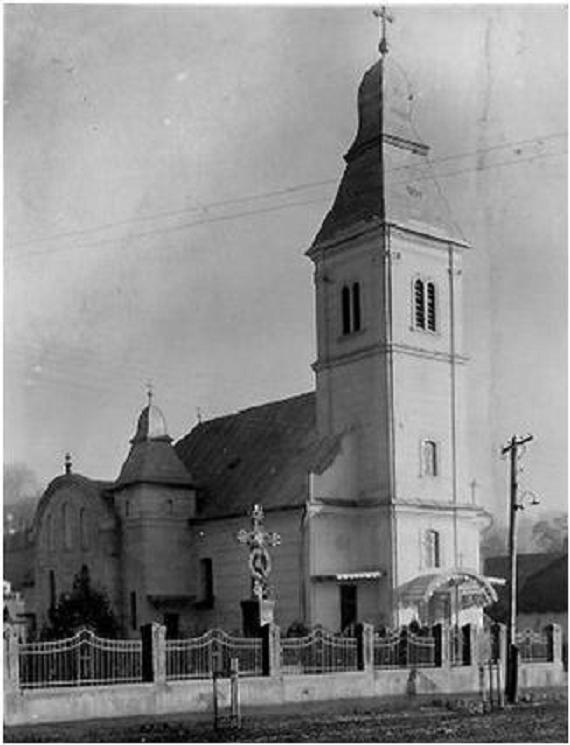
Biserica Rățeștilor din Turda Veche, 1939
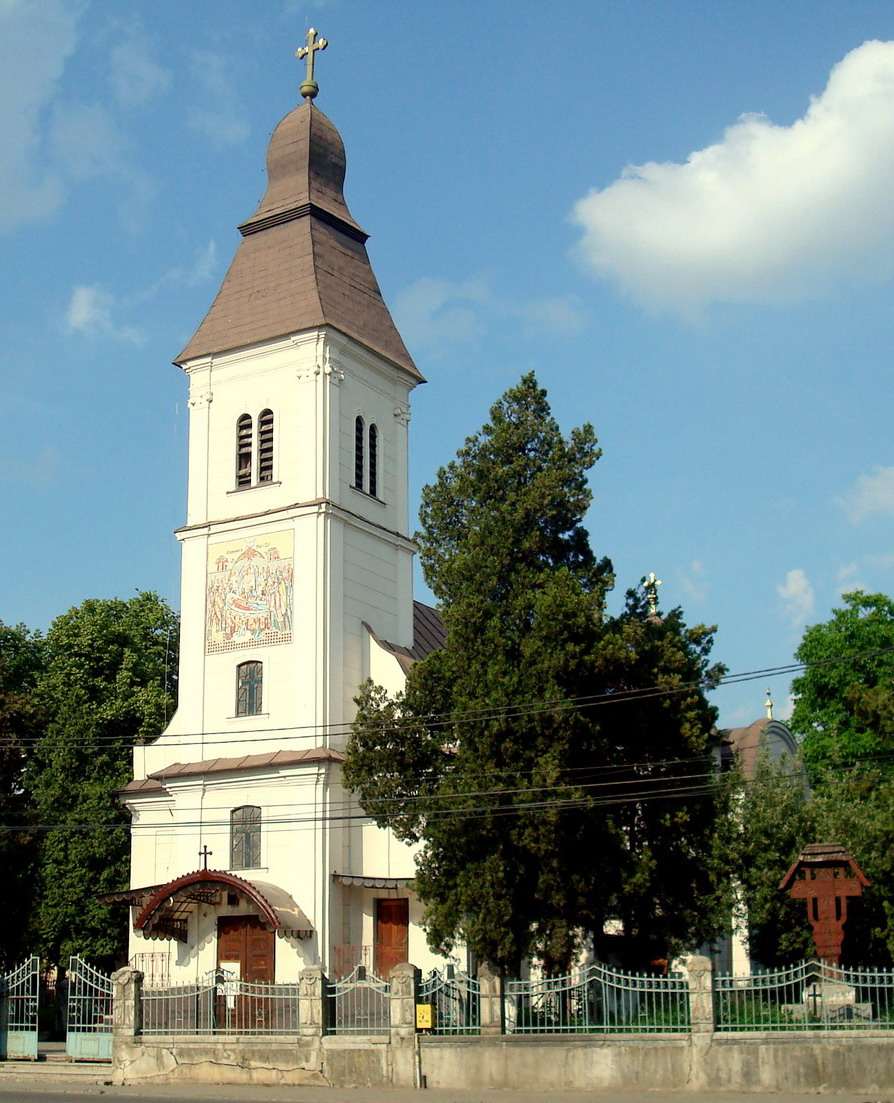
Biserica Rățeștilor din Turda
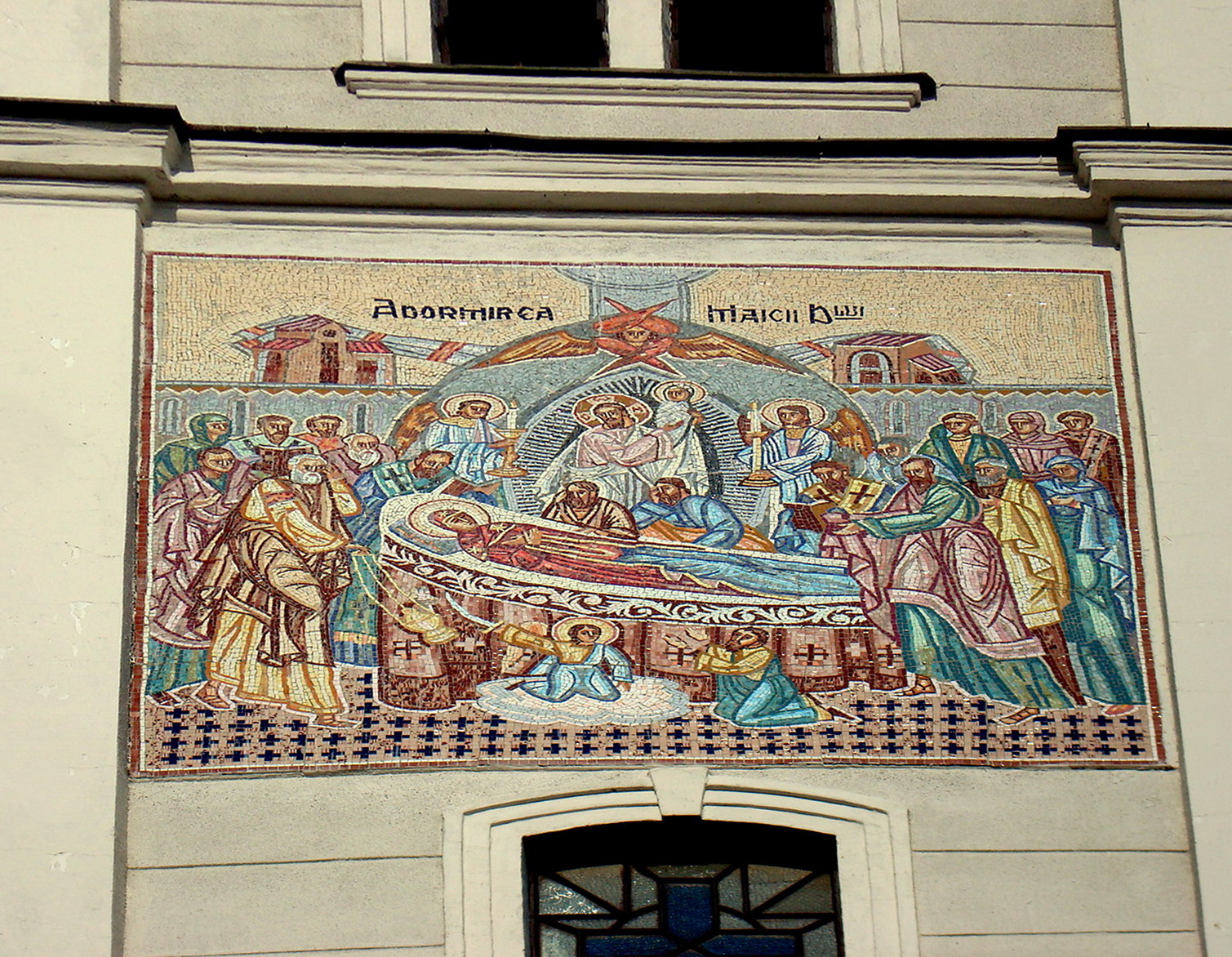
Biserica Rățeștilor din Turda
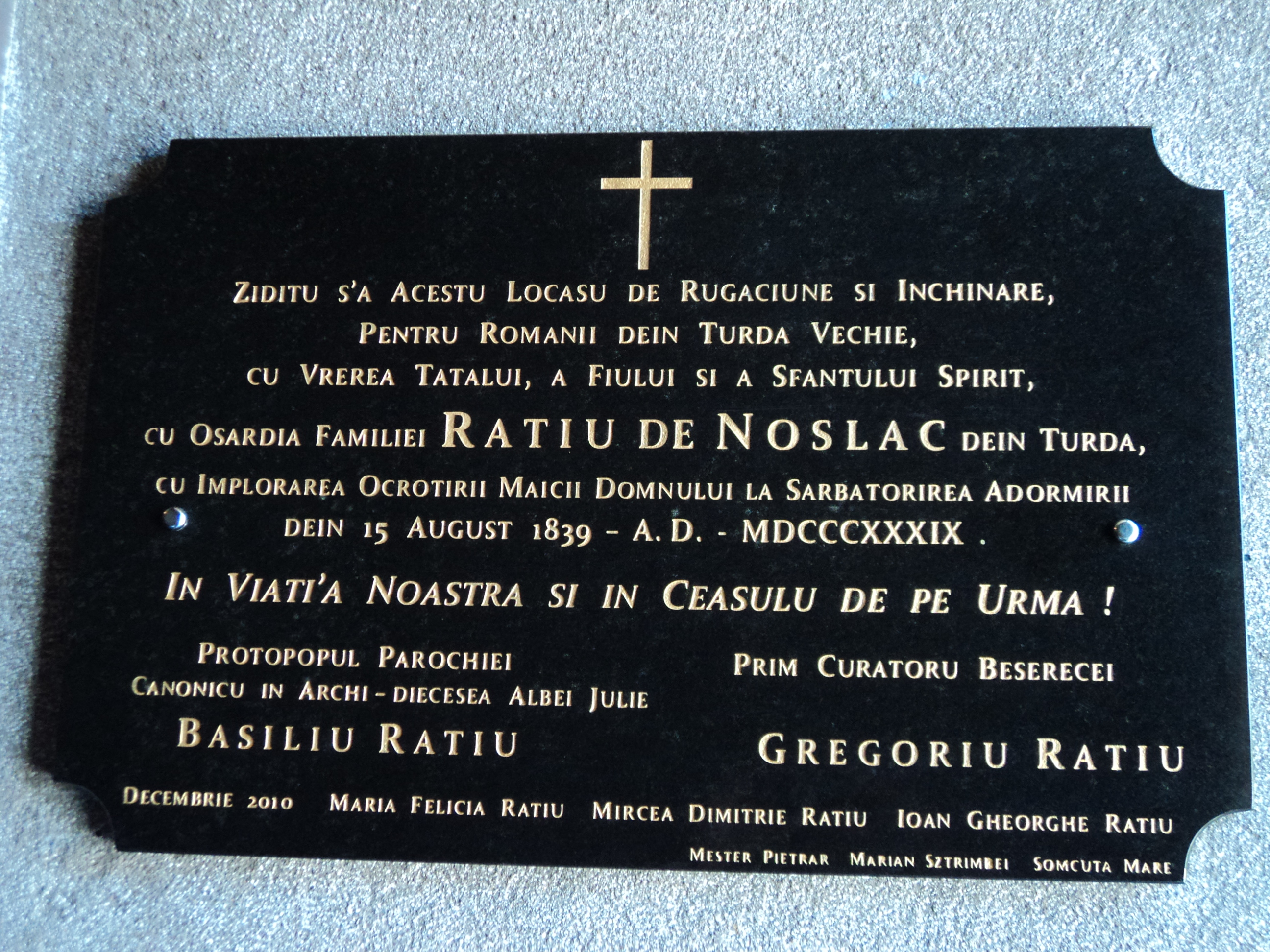
Pisania Bisericii Rățeștilor
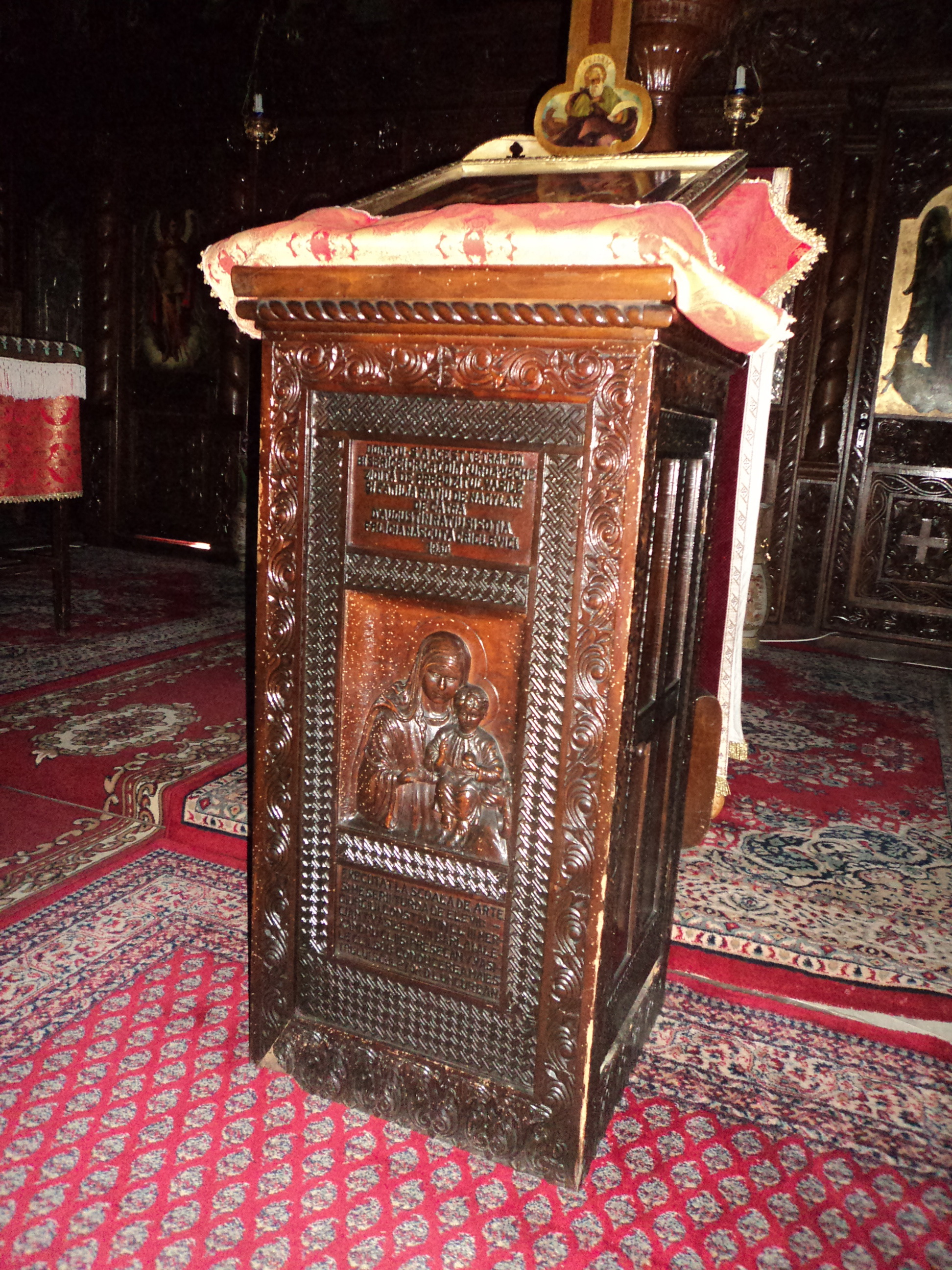
Tetrapod donat de către Augustin Rațiu și soția sa Felicia în anul 1930 Bisericii Rățeștilor din Turda Veche
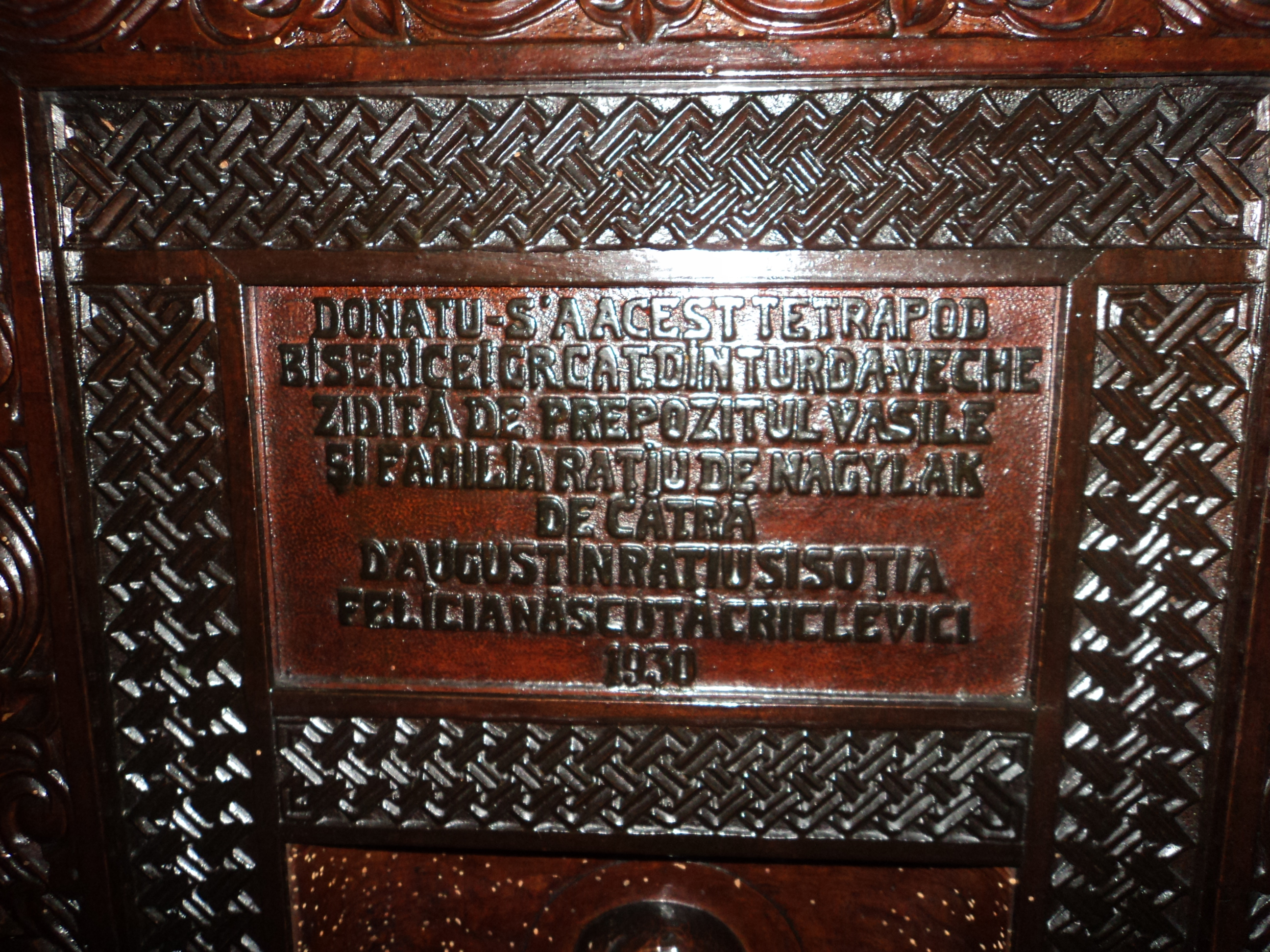
Tetrapod, detaliu text, donație, Biserica Rățeștilor din Turda Veche
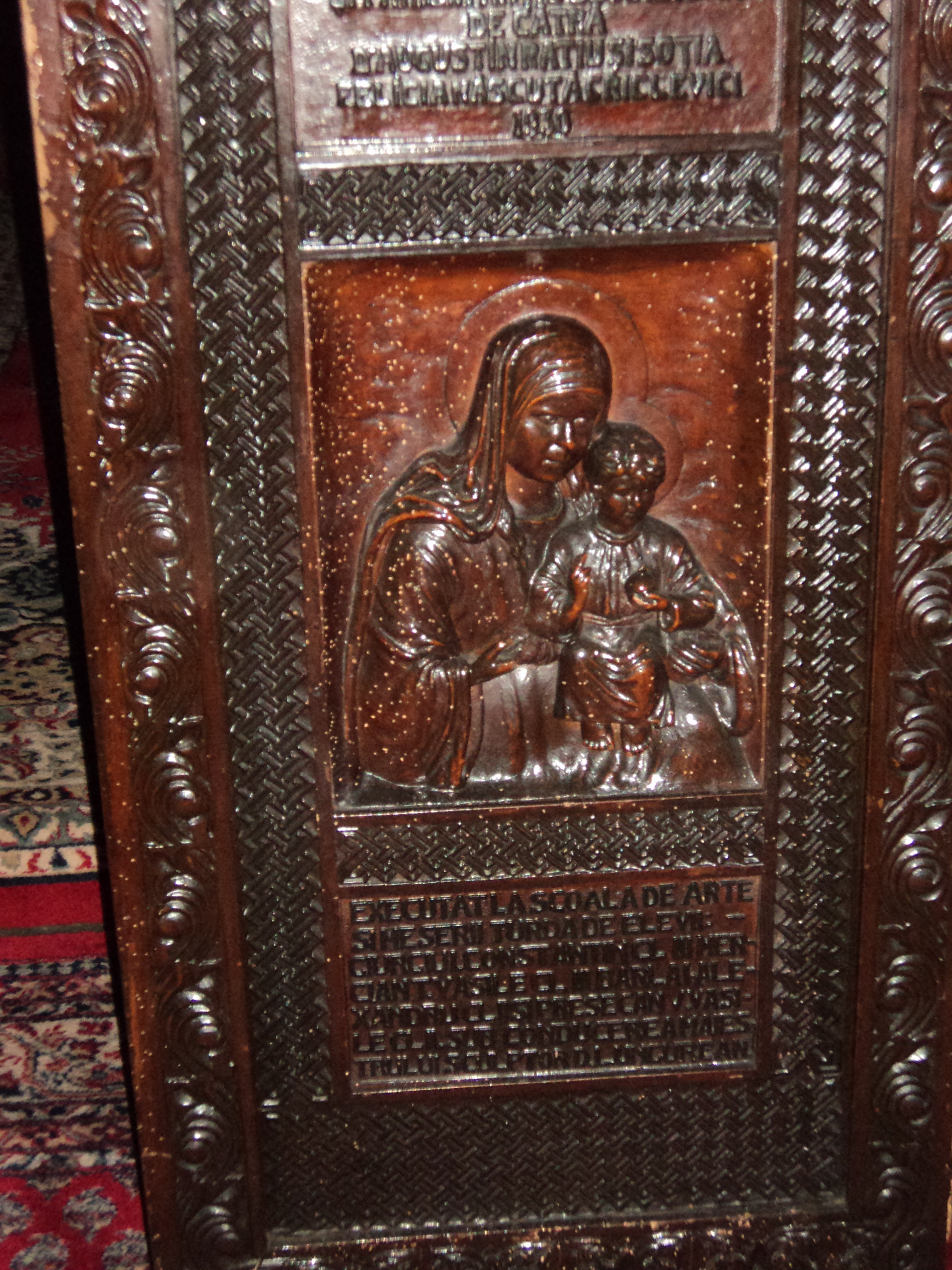
Tetrapod, detaliu, Icoana Maicii Domnului cu Pruncul, Biserica Rățeștilor din Turda Veche
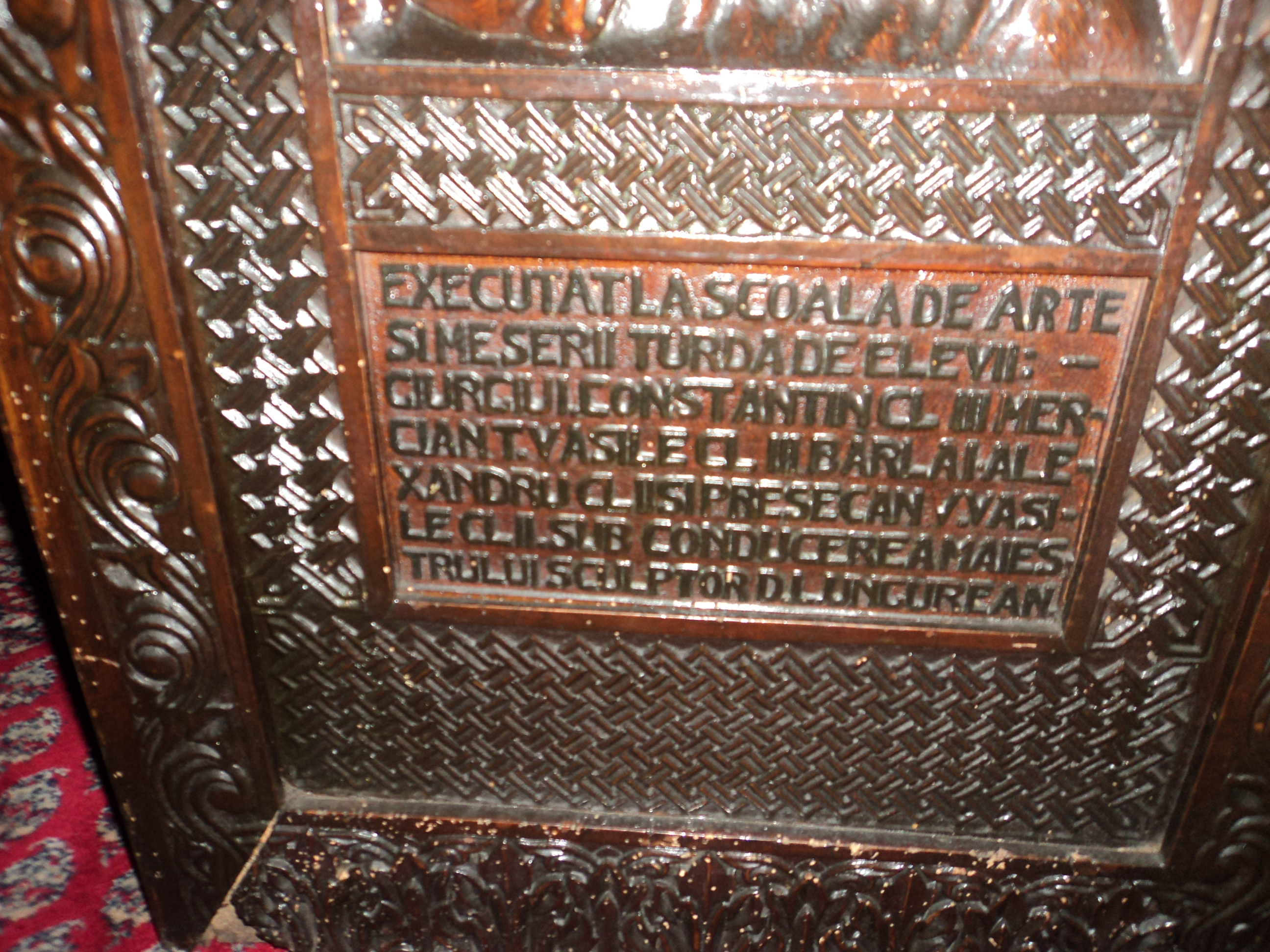
Tetrapod, detaliu, numele executanților, Biserica Rățeștilor din Turda Veche
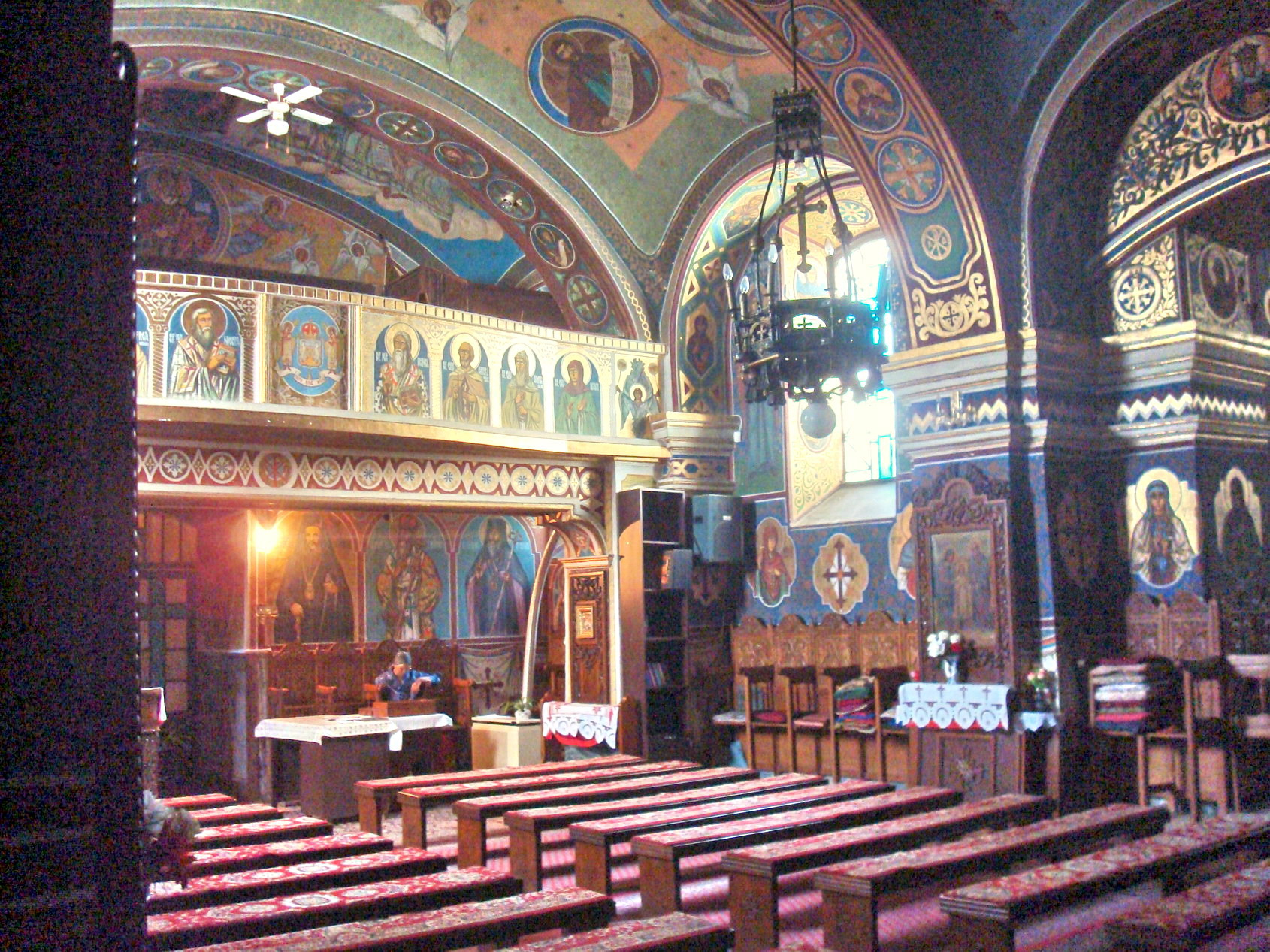
Biserica Rățeștilor (imagine din interior)
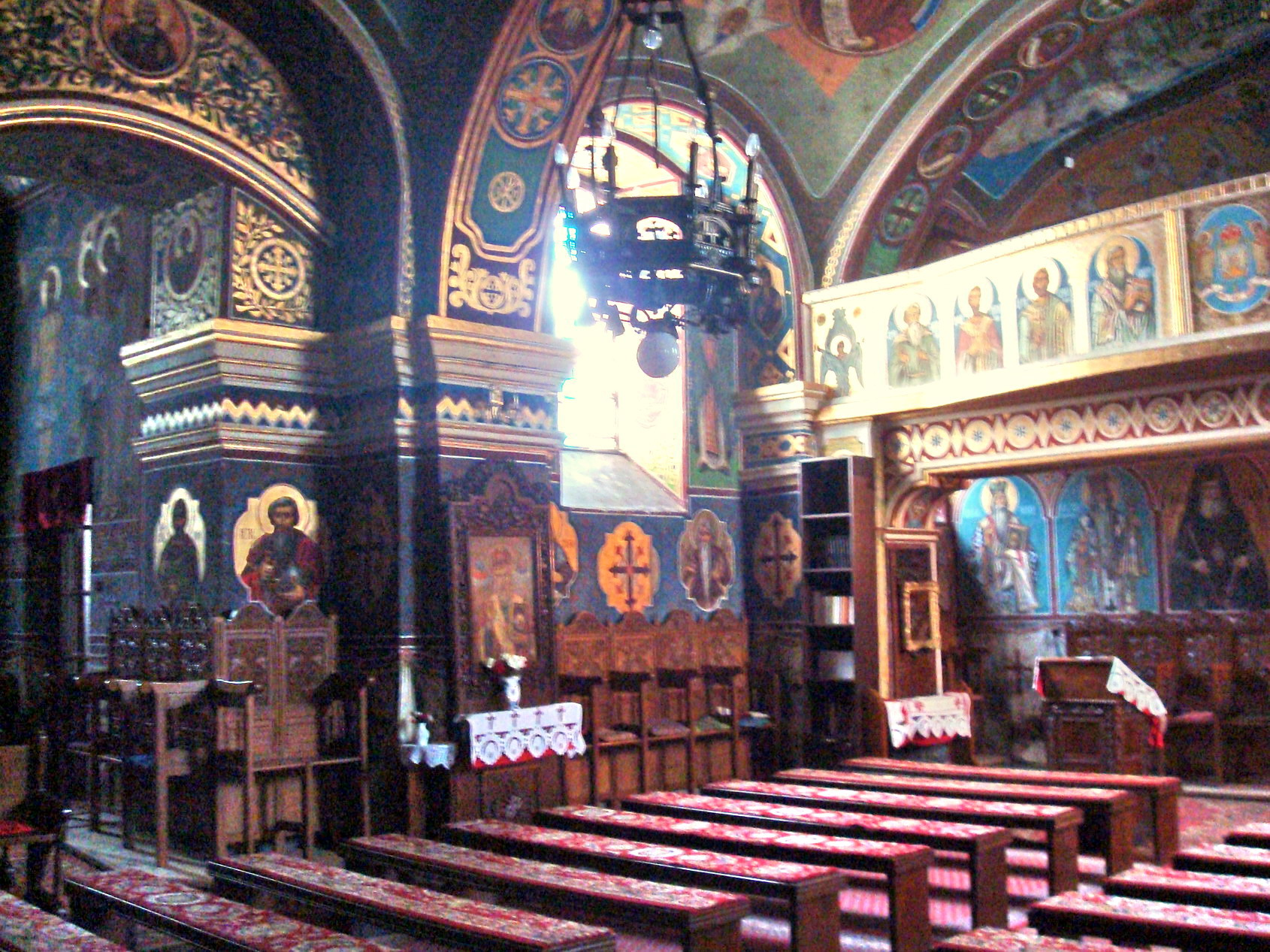
Biserica Rățeștilor (imagine din interior)
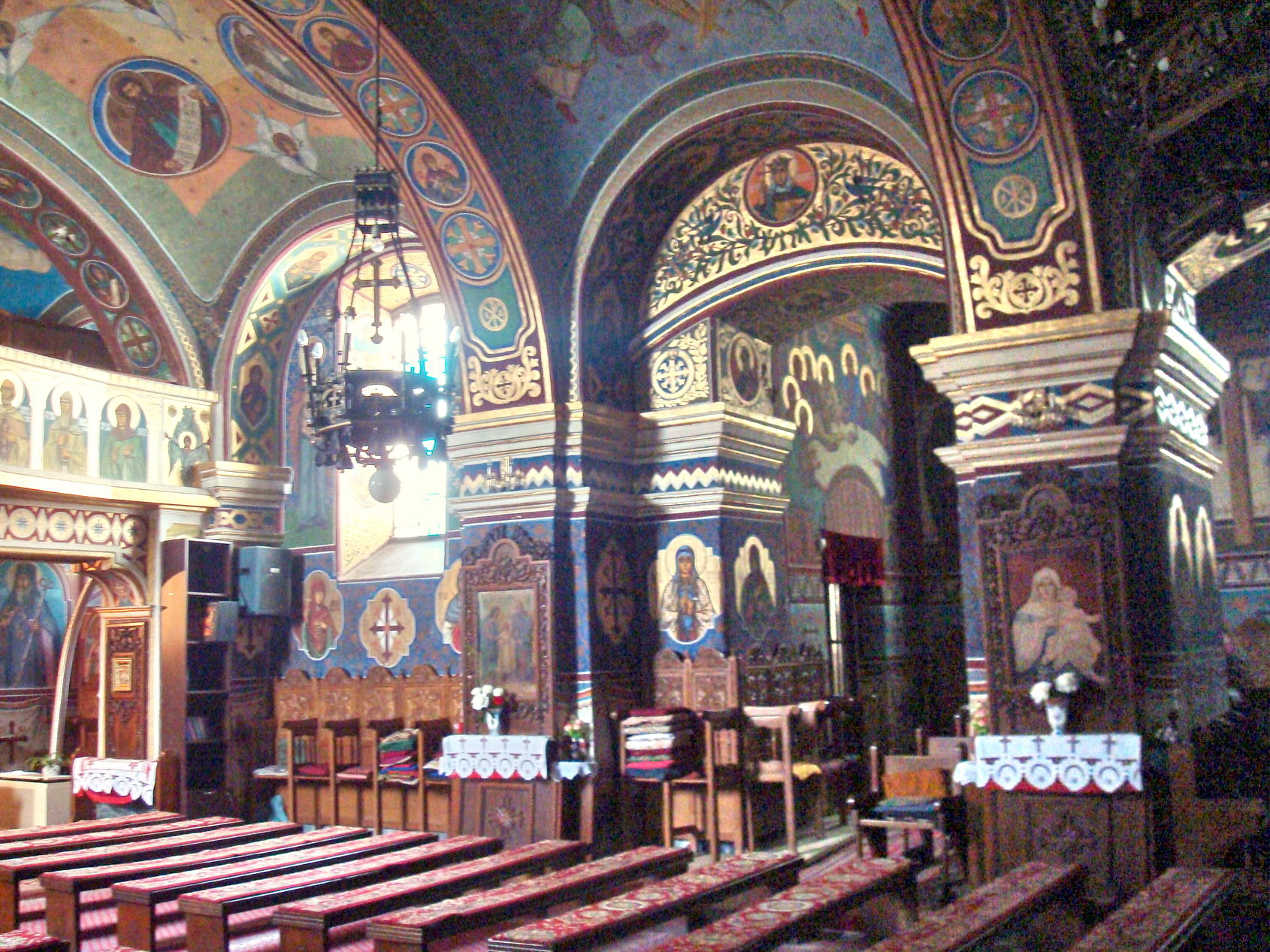
Biserica Rățeștilor (imagine din interior)
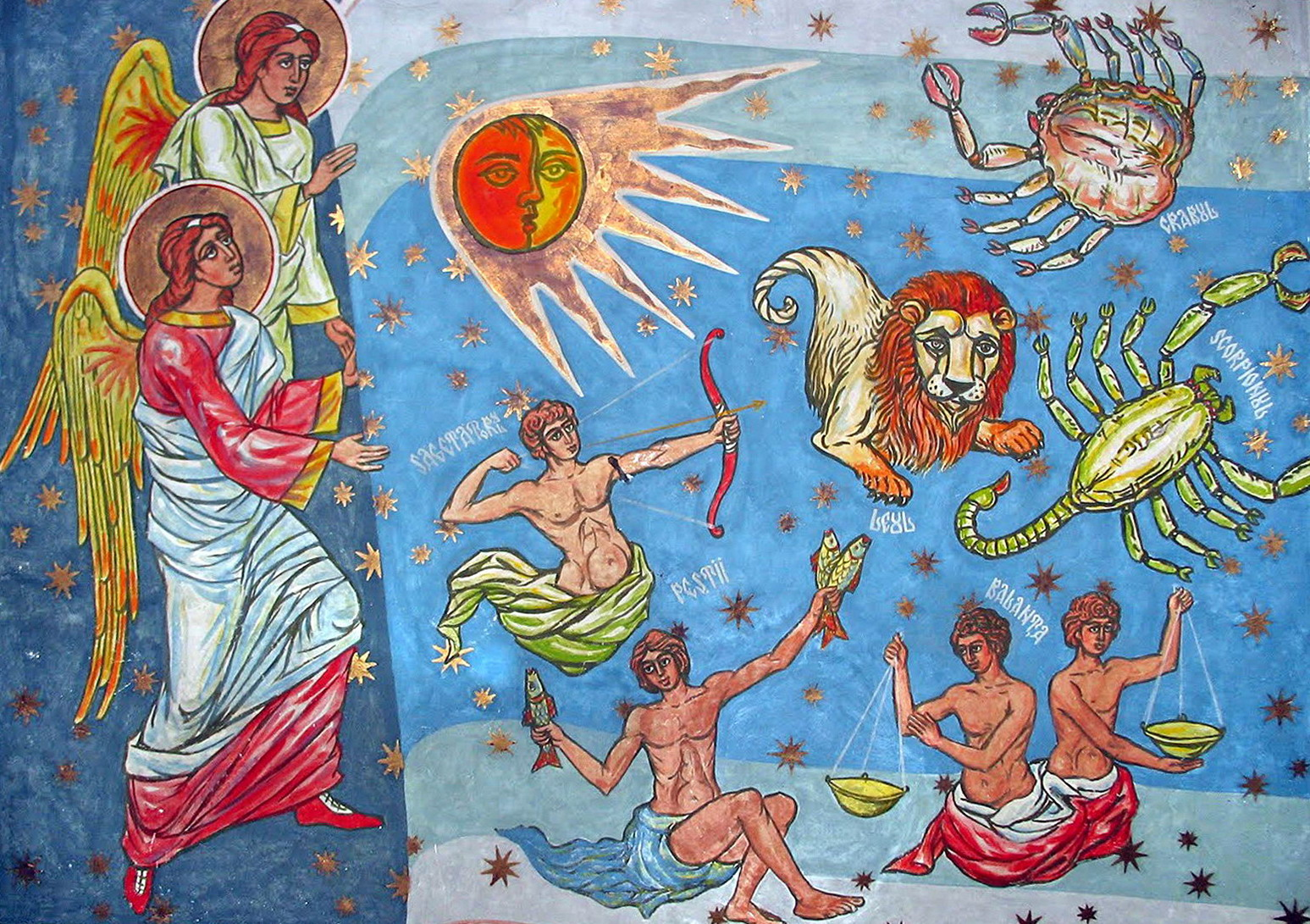
Biserica Rățeștilor (pictură murală în pronaos cu 6 zodii: Săgetător, Pești, Balanța, Scorpion, Crab, Leu)
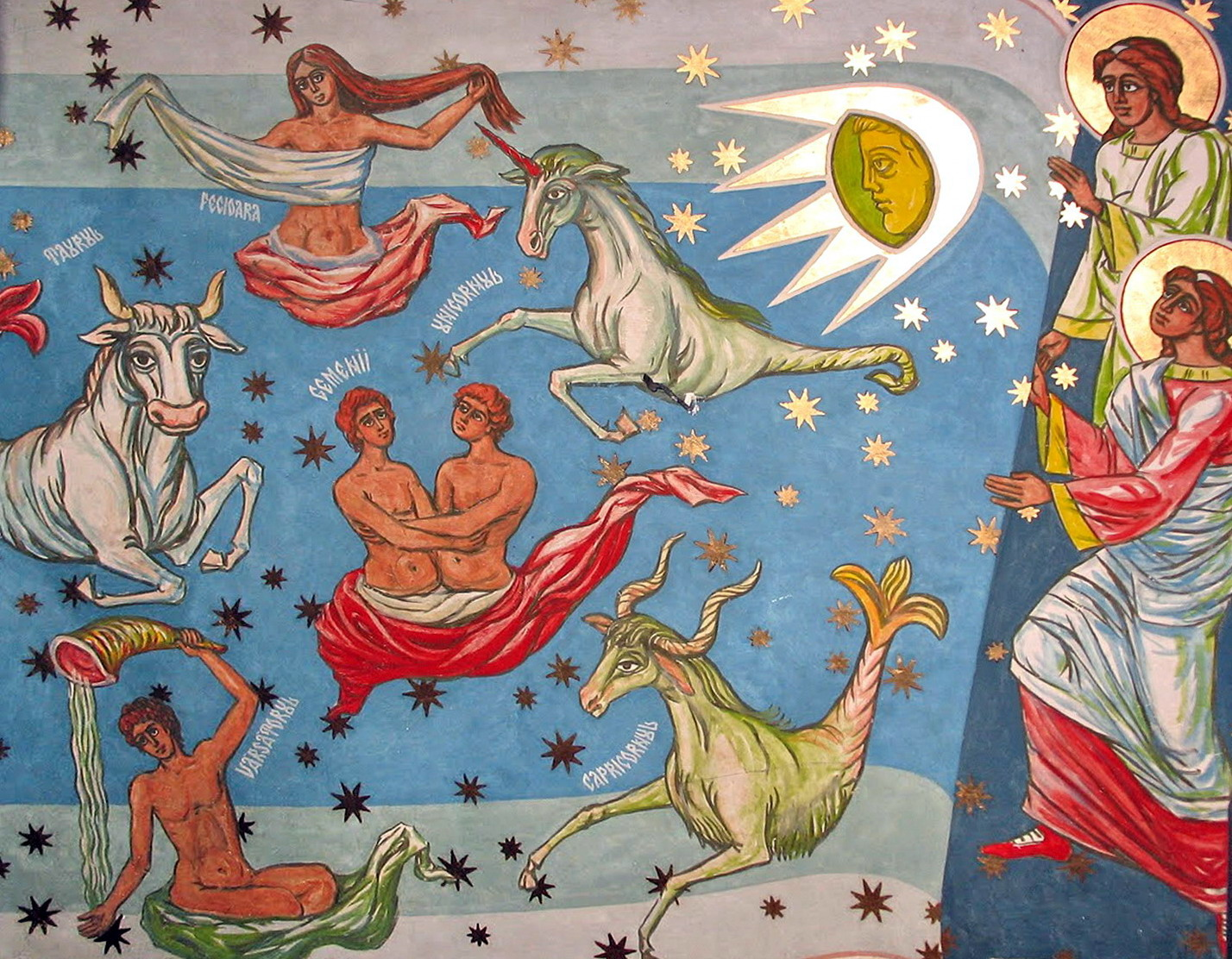
Biserica Rățeștilor (pictură murală în pronaos cu 6 zodii: Taur, Vărsător, Capricorn, Gemeni, Unicorn, Fecioara)
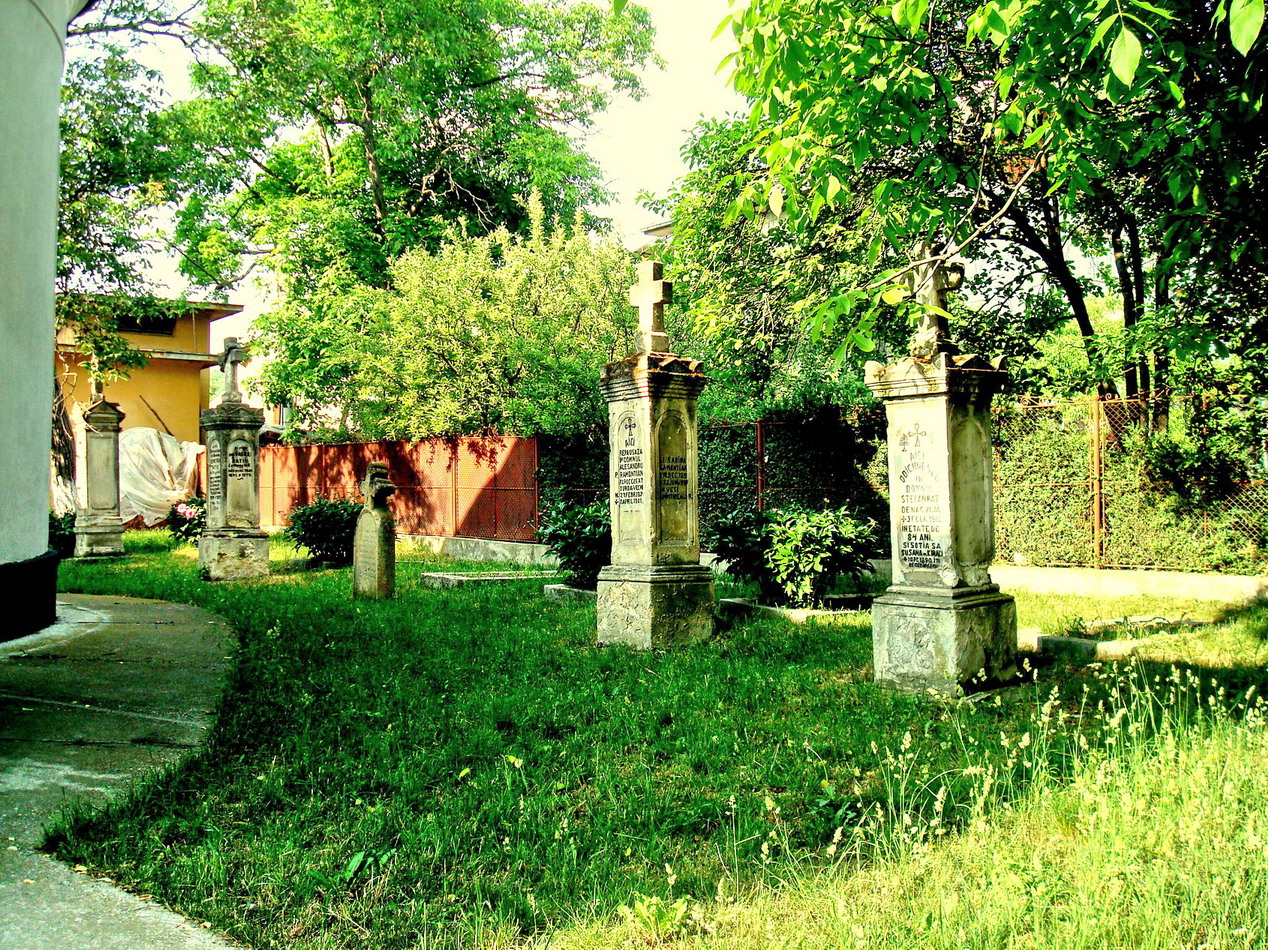
Biserica Rățeștilor (morminte ale fam. Rațiu din curtea bisericii)
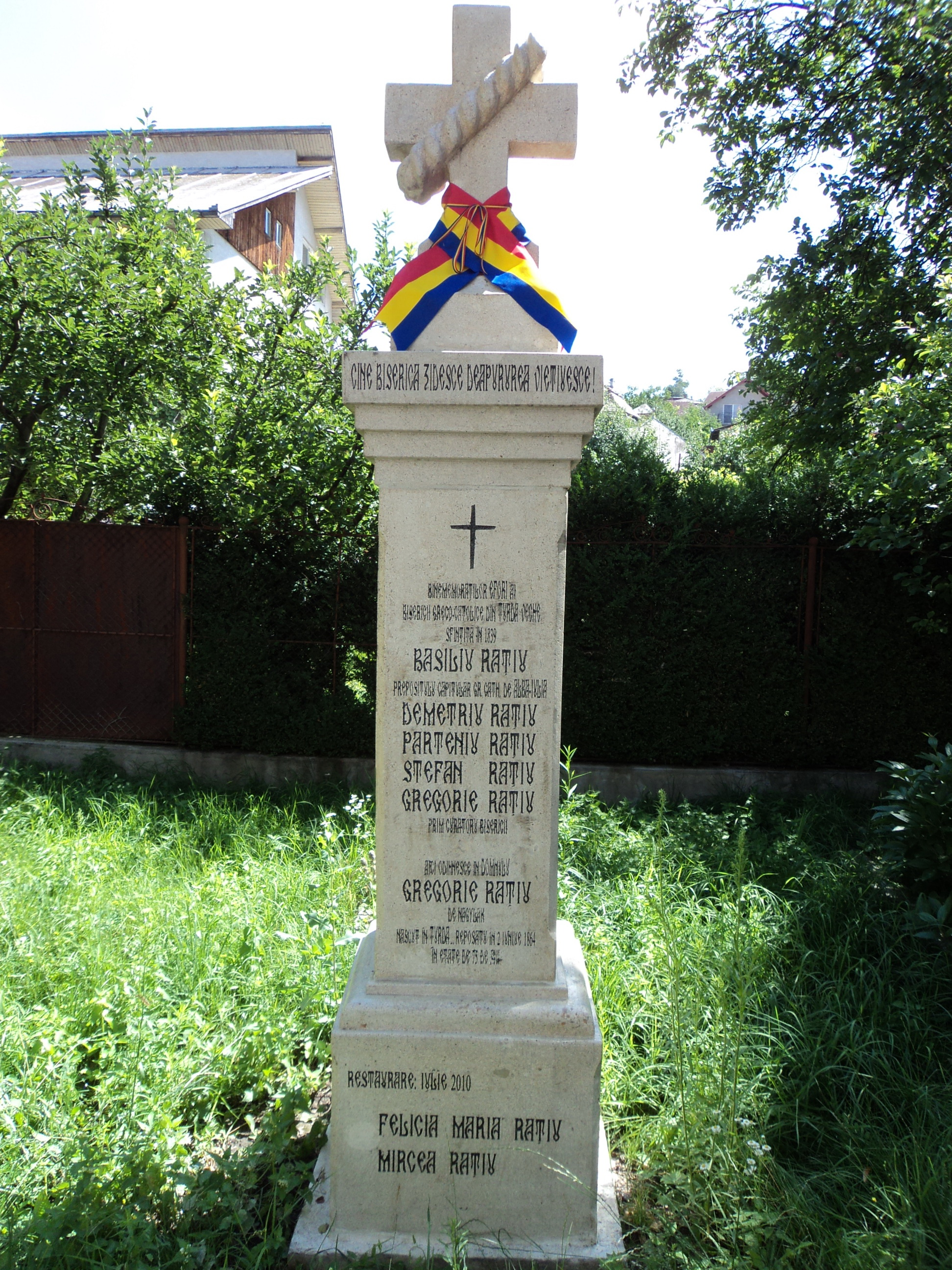
Monumentul ctitorilor
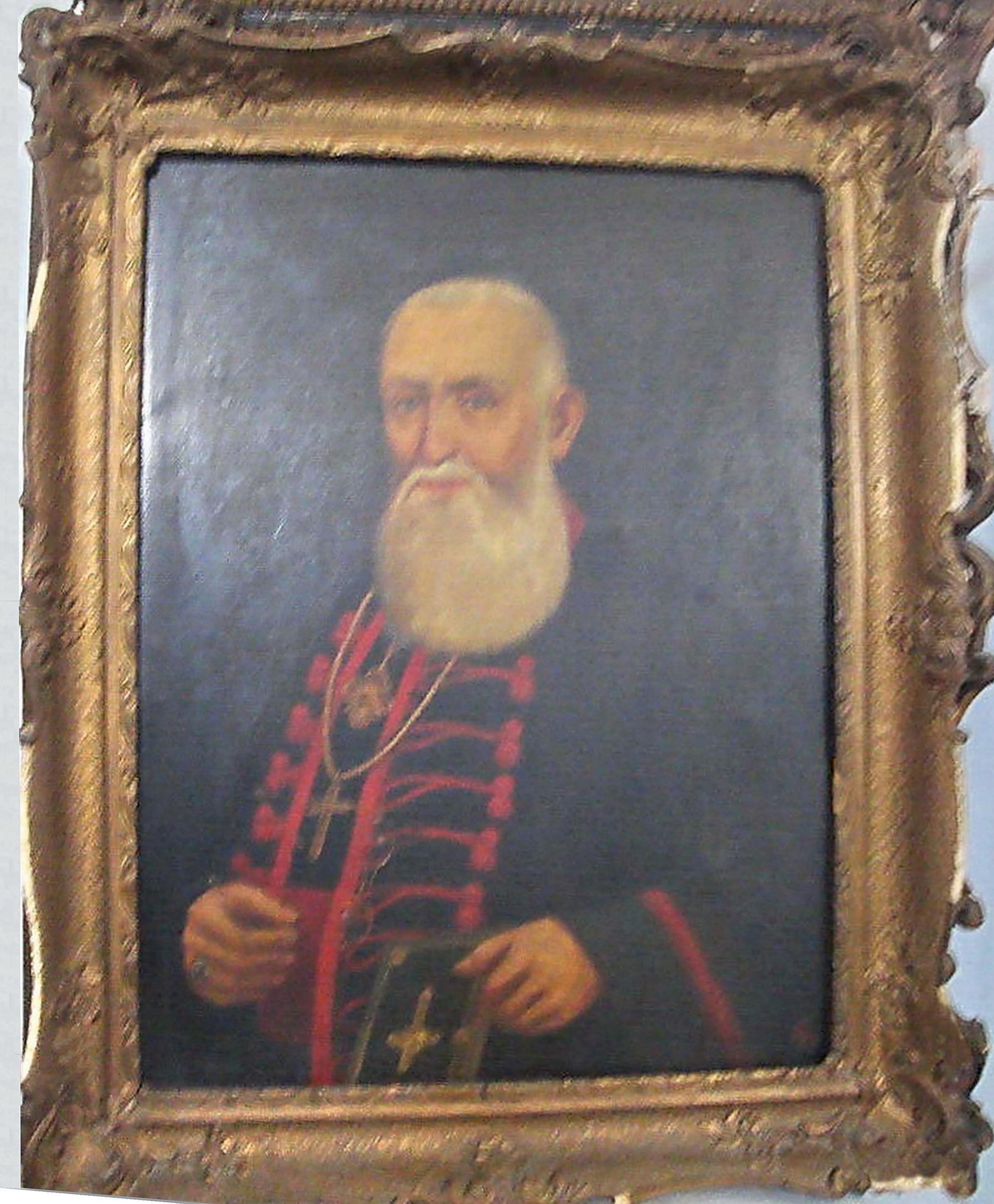
Tabloul lui Basiliu Rațiu de la Biserica Rățeștilor (pictură de Flaviu Domșa, 1903)
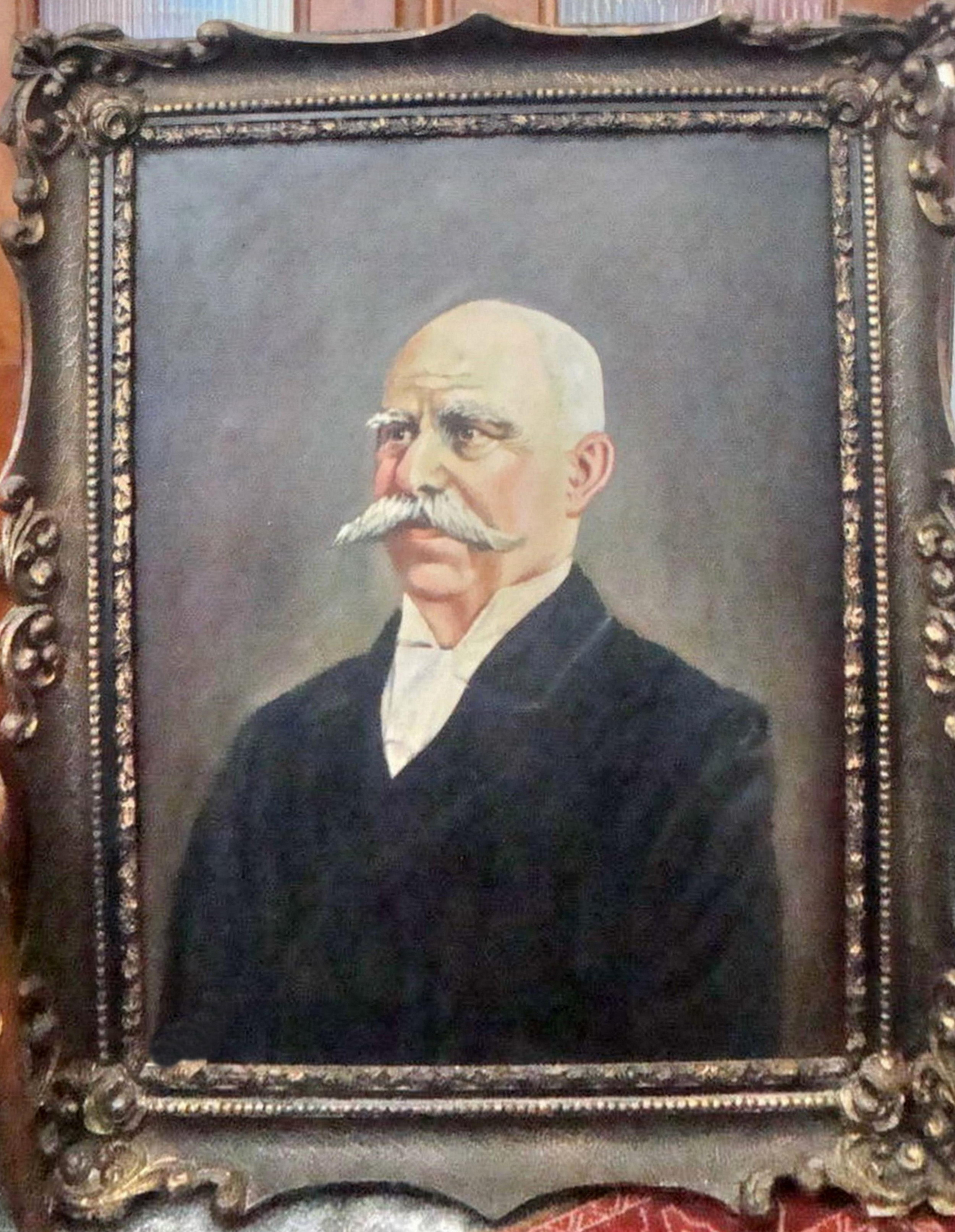
Tabloul Dr. Ioan Rațiu de la Biserica Rățeștilor
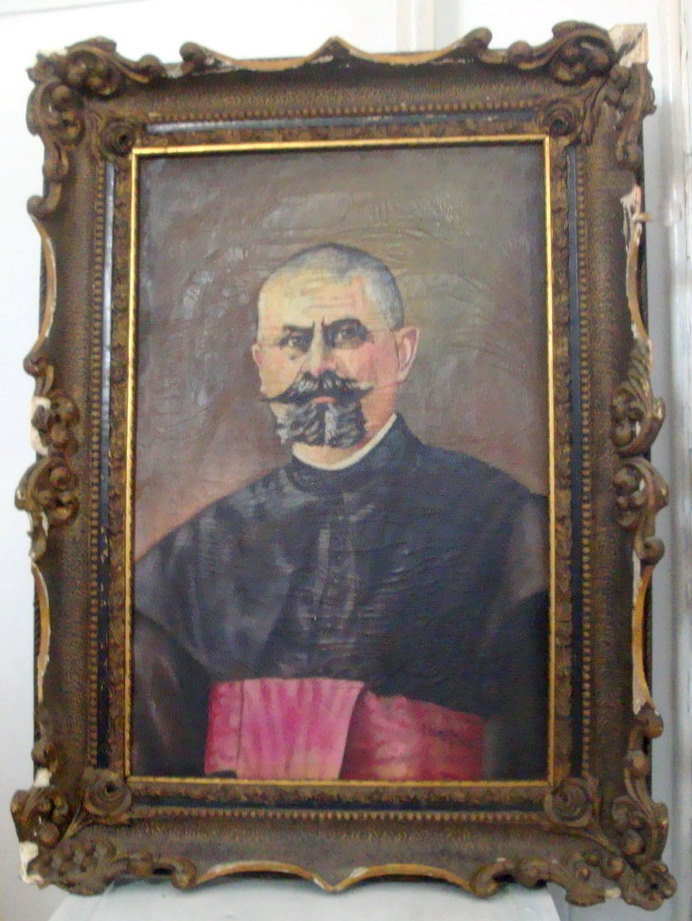
Tabloul lui Nicolae Rațiu de la Biserica Rățeștilor
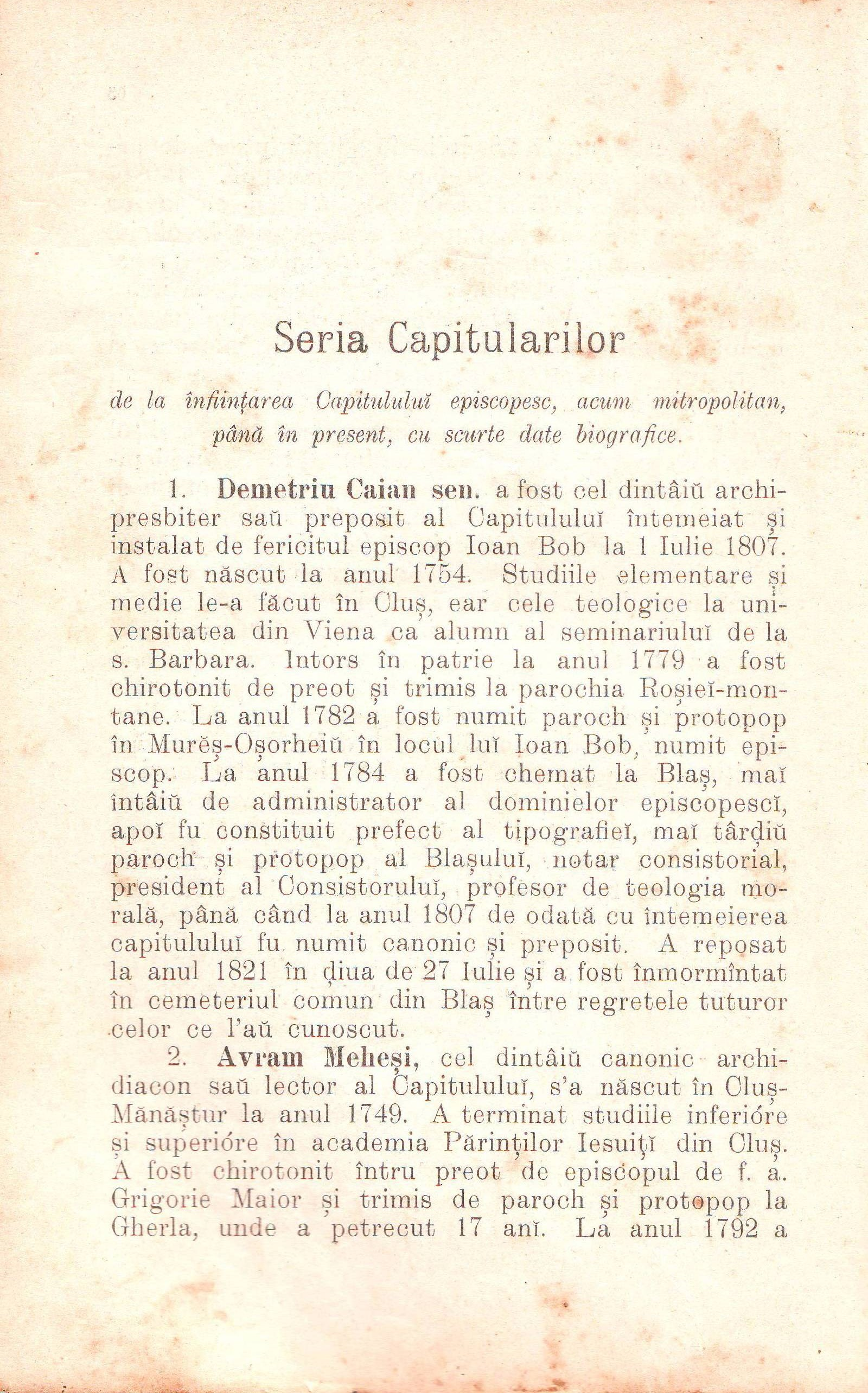
Șematismul de la 1900, Seria Capitularilor
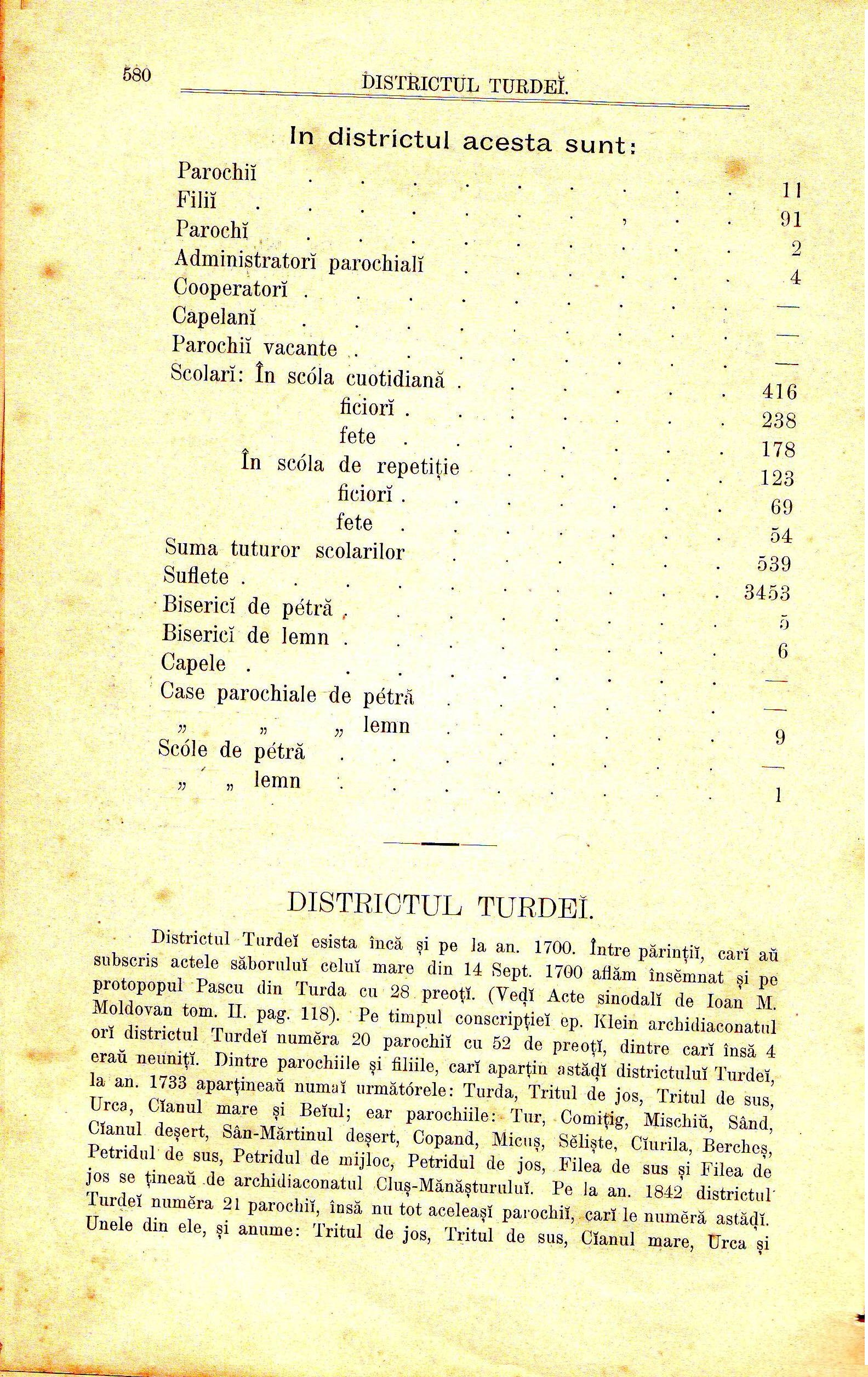
Șematismul de la 1900, Districtul Turdei
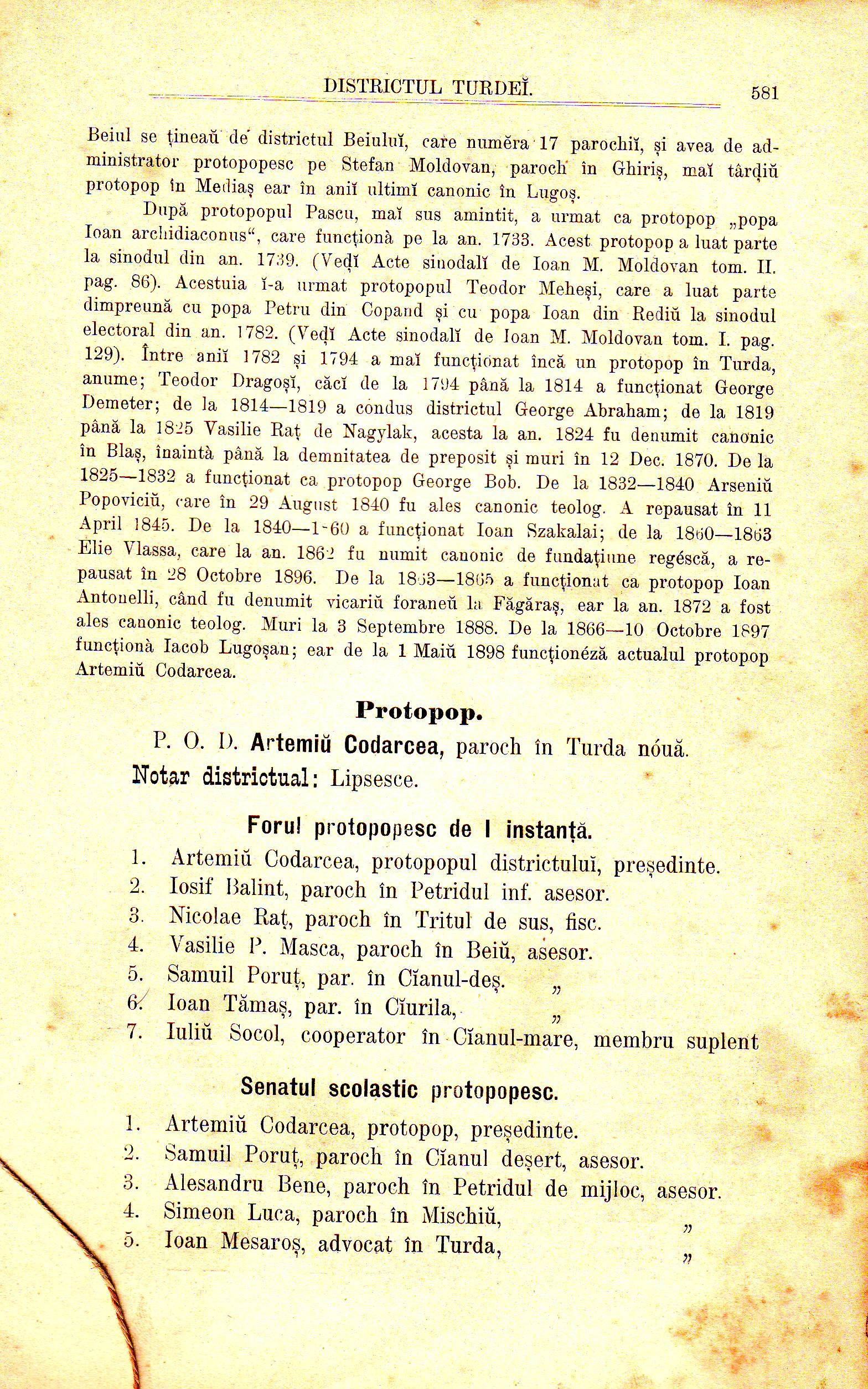
Șematismul de la 1900, Districtul Turdei-continuare
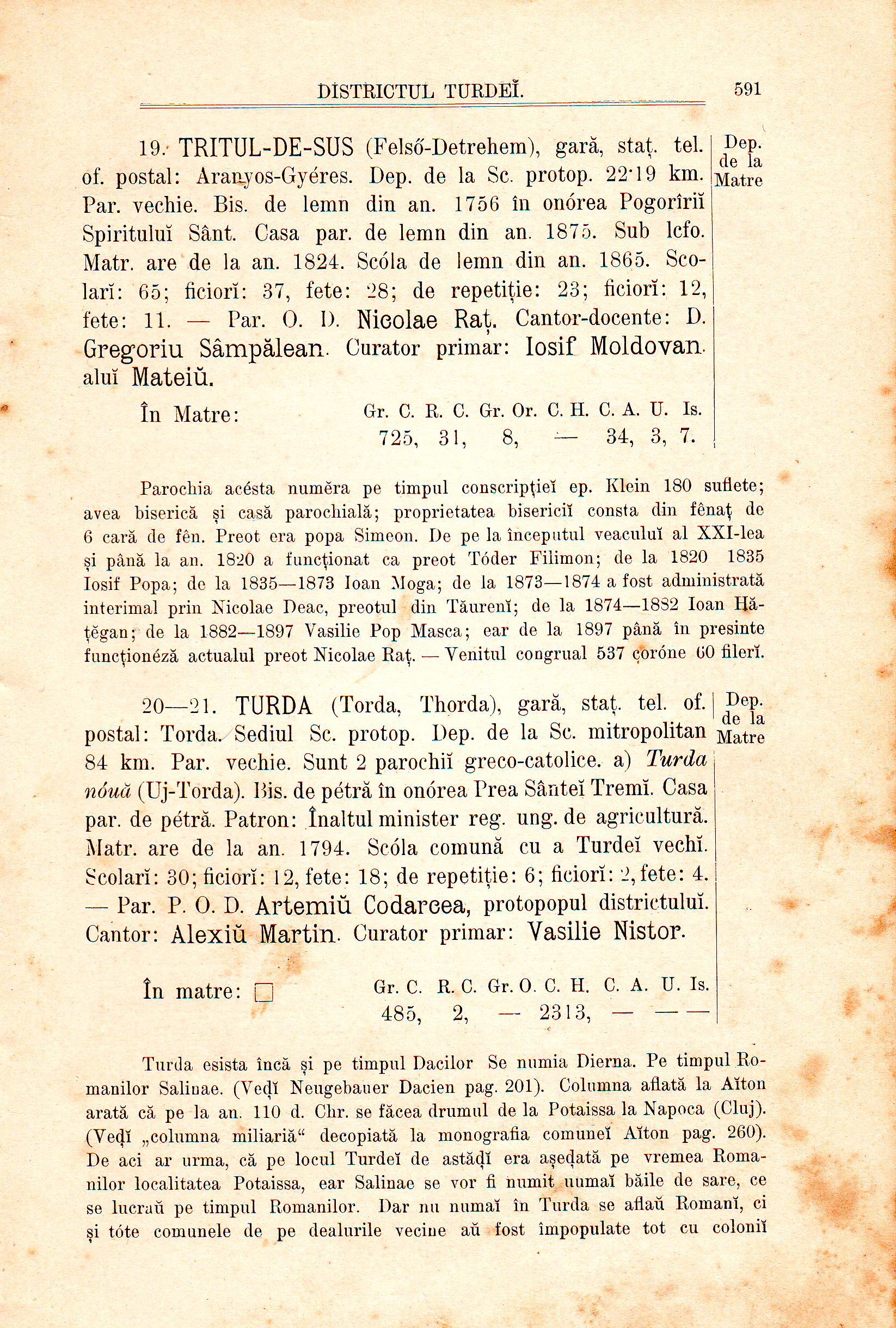
Șematismul de la 1900, Districtul Turdei, Bisericile din Turda
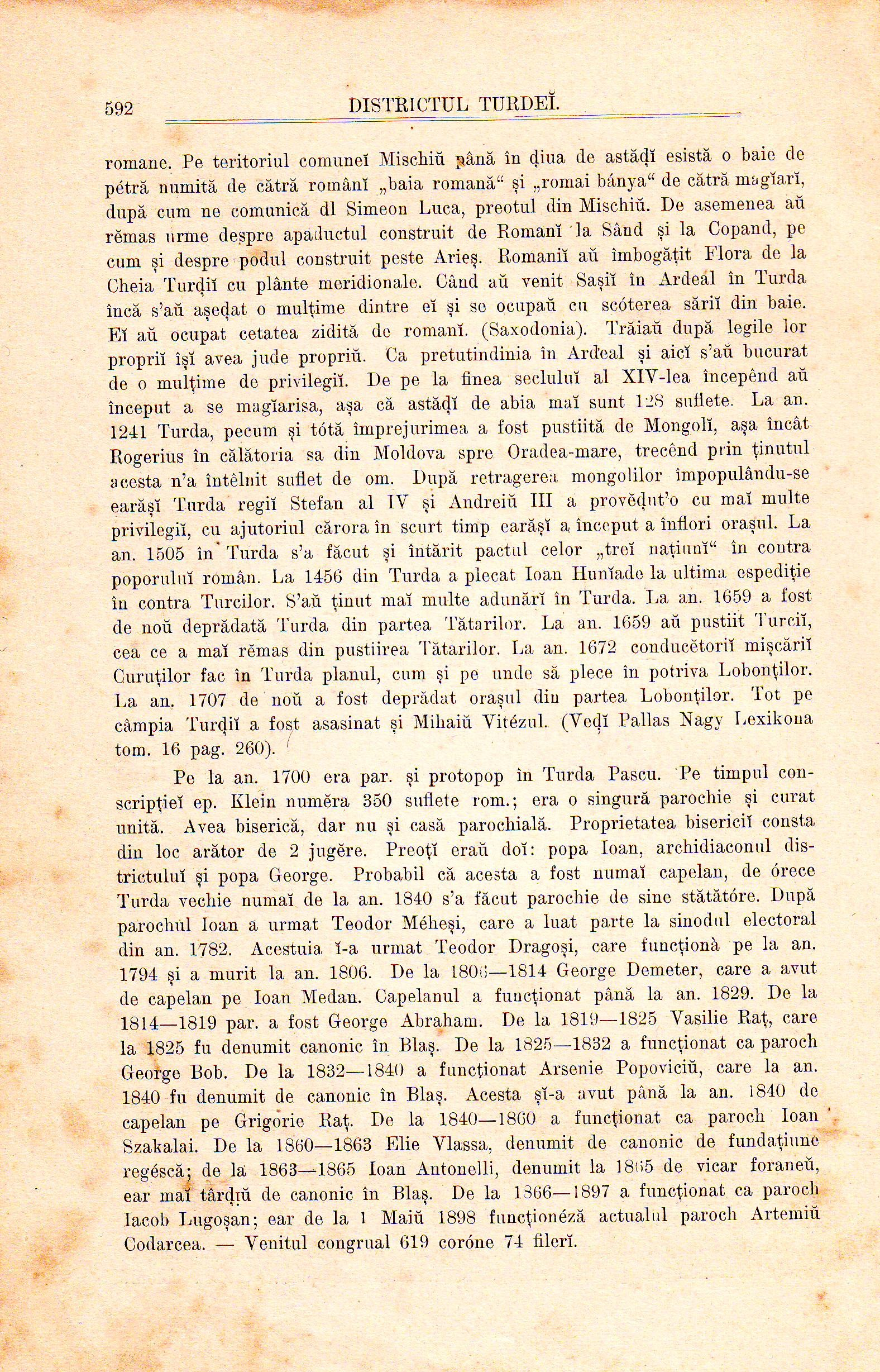
Șematismul de la 1900, Districtul Turdei, Bisericile din Turda-continuare
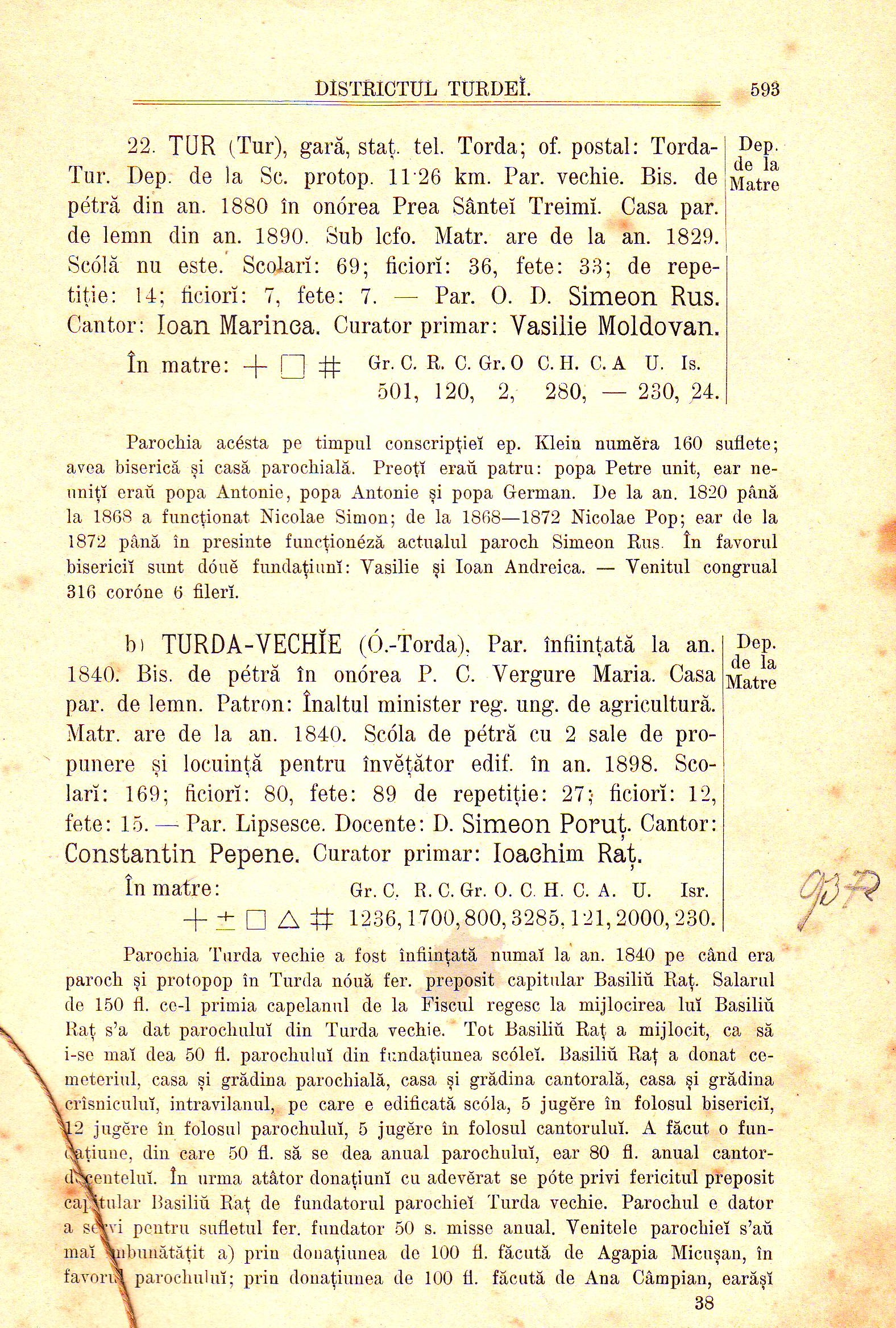
Șematismul de la 1900, Ctitorul Basiliu Rațiu de Nagylak (Noșlac)
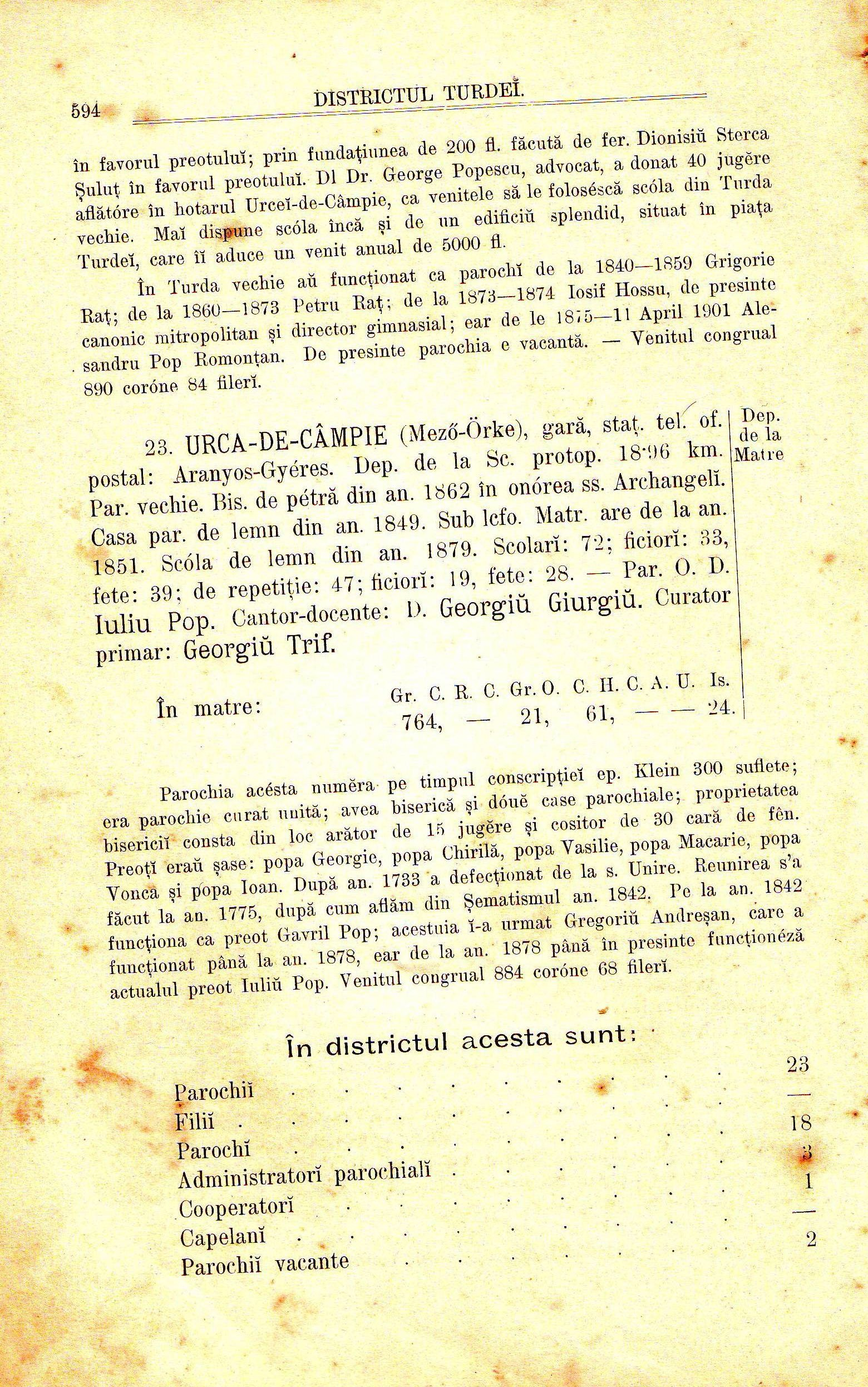
Șematismul de la 1900, Ctitorul Basiliu Rațiu de Nagylak (Noșlac)-continuare
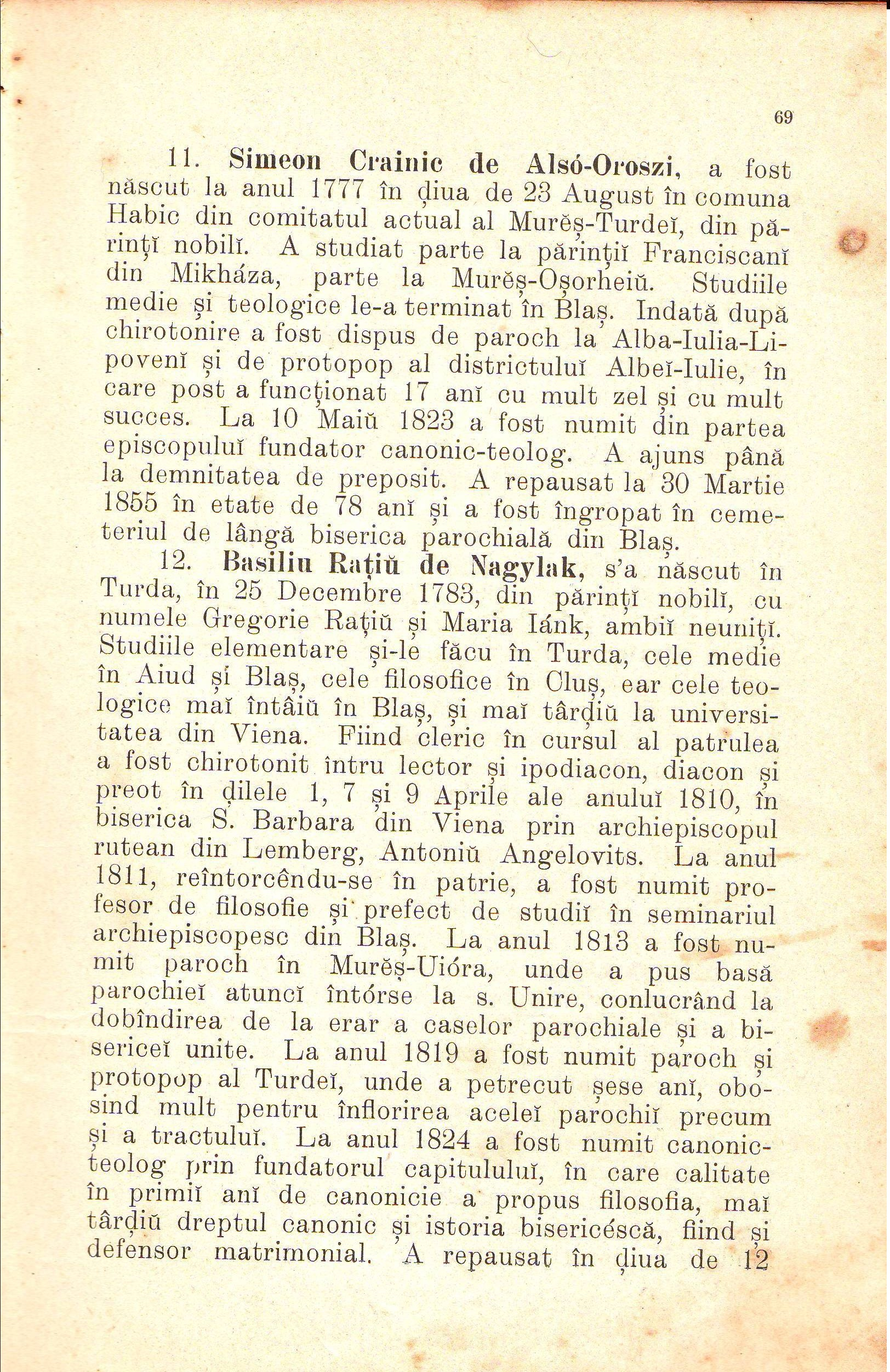
Șematismul de la 1900, Prepozitul Basiliu Rațiu de Nagylak (Noșlac)
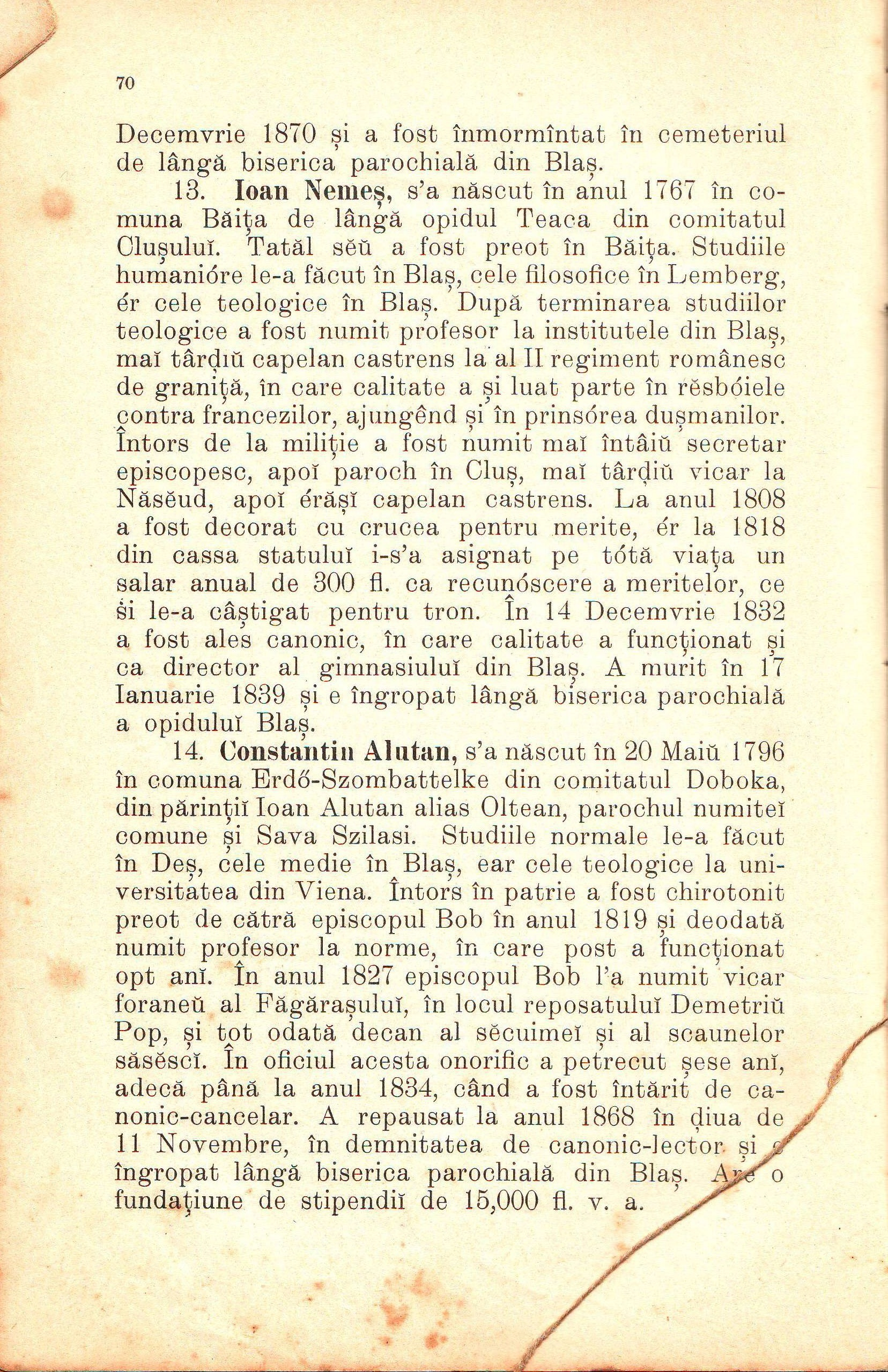
Șematismul de la 1900, Prepozitul Basiliu Rațiu de Nagylak (Noșlac), continuare
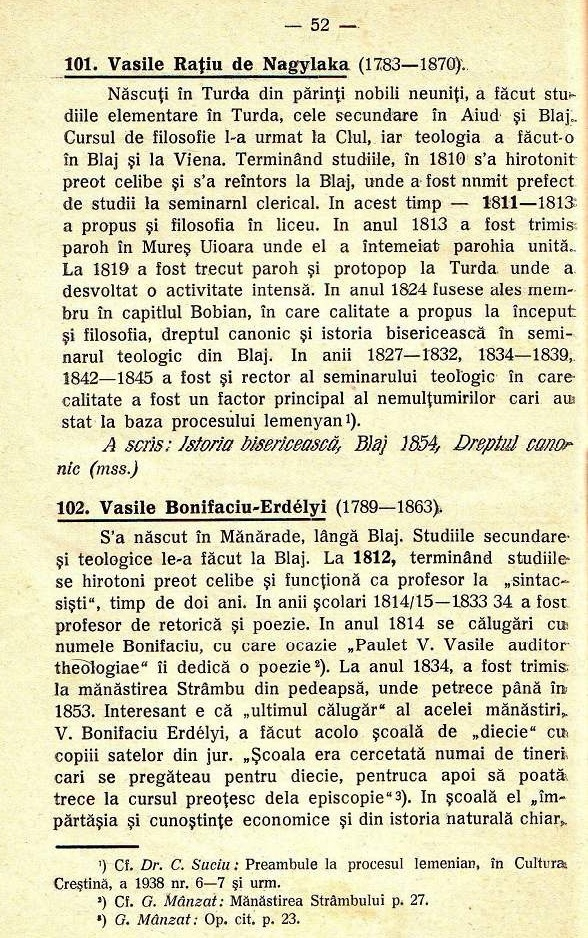
Dascălii Blajului, Vasile Rațiu de Nagylaka (Basiliu Rațiu de Nagylak)
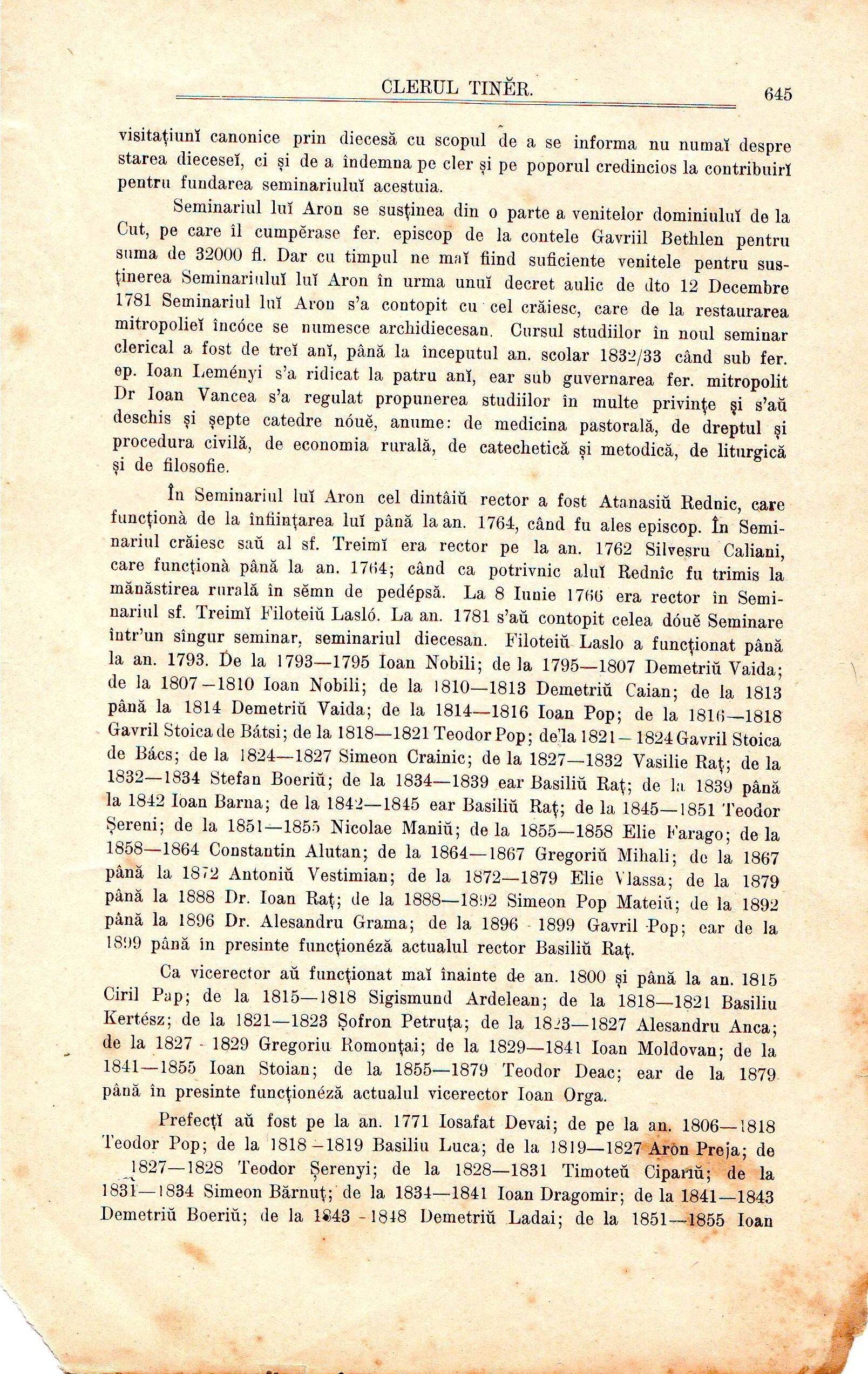
Șematismul de la 1900, Rectorul Basiliu Rațiu de Nagylak (Noșlac)
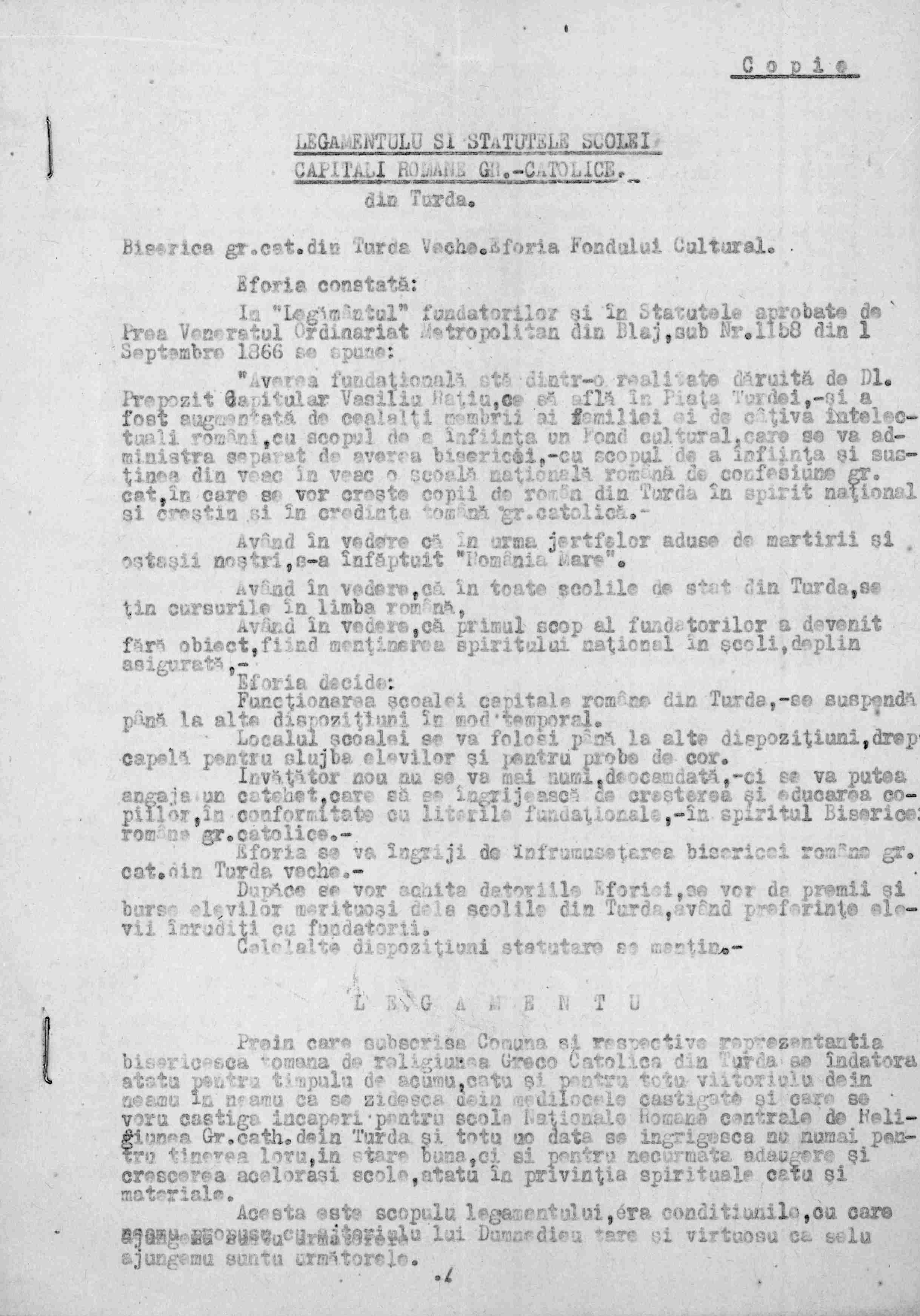
Legământul și Statutul Eforiei (copie), p. 1
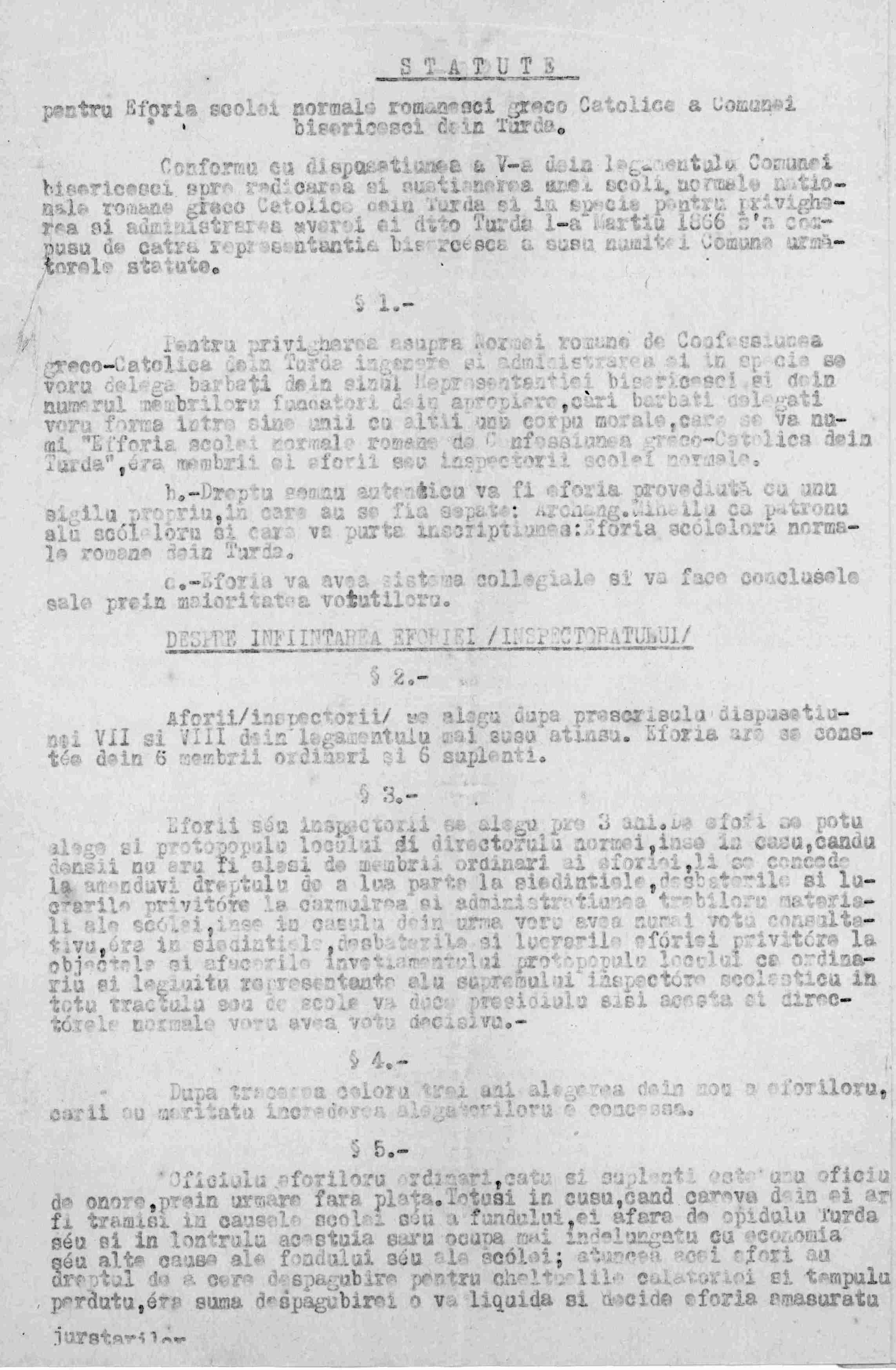
Statut Eforie (copie), p. 4
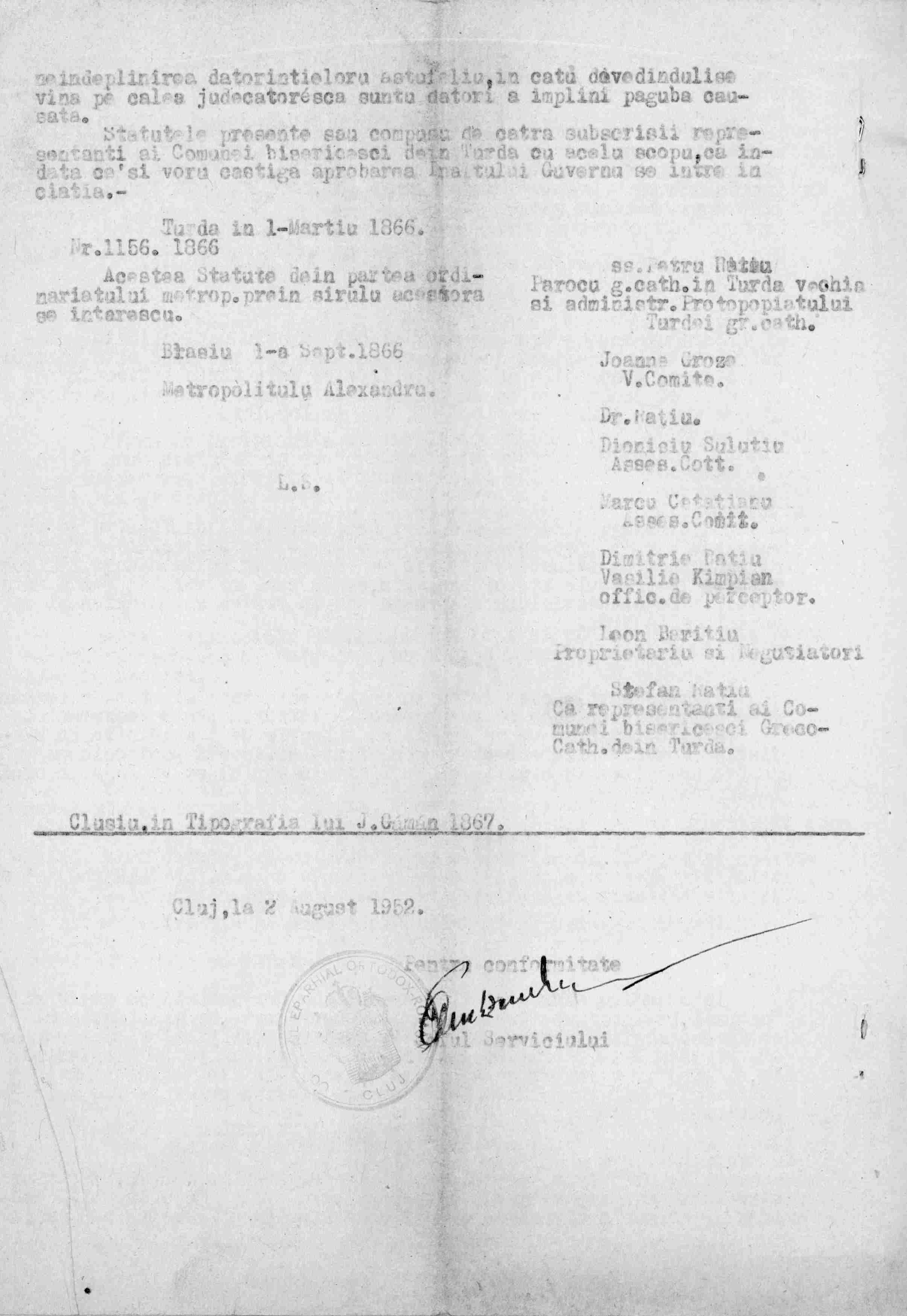
Statut Eforie (copie), p. 12
- Marele Arbore Genealogic al Familiei Ratiu de Noslac (Nagylak), fond pergament, actualizat la data de 20.09.2023